# Programa de Desenvolvimento de Submarinos

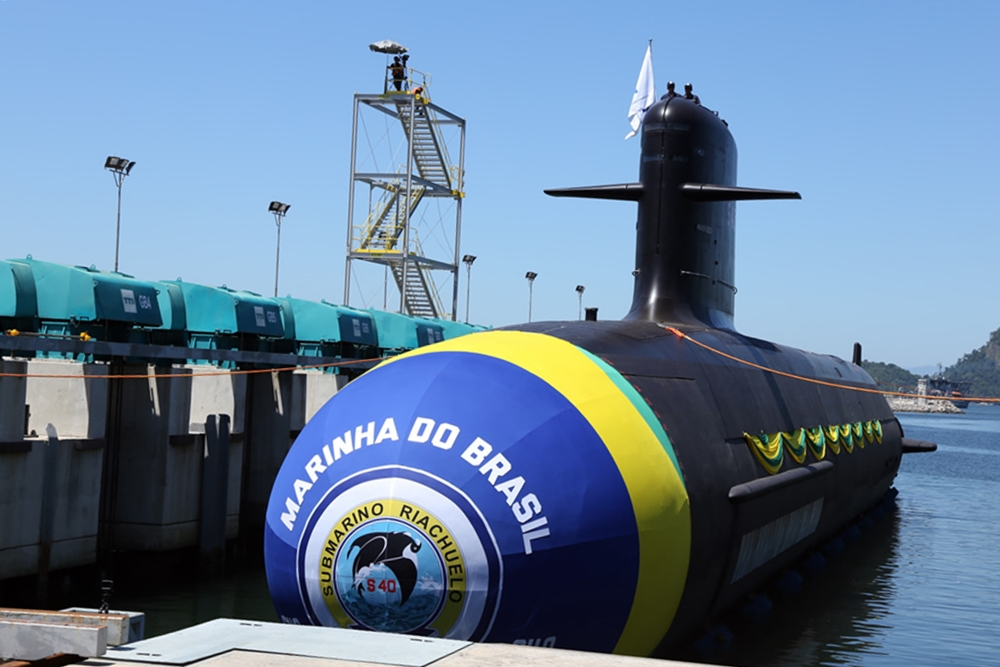
Lançamento do primeiro submarino do programa, o, em 2018

O Programa de Desenvolvimento de Submarinos (ProSub) é um acordo de transferência de tecnologia da França para o Brasil firmado no ano de 2008. Ele compreende a produção de quatro submarinos convencionais e um submarino nuclear num novo estaleiro e base naval em Itaguaí, Rio de Janeiro, para serviço na Marinha do Brasil. Os modelos convencionais formam a classe Riachuelo, baseada na classe Scorpène francesa, e o nuclear será uma versão maior dos Riachuelo, denominado Álvaro Alberto. O reator nuclear do submarino não faz parte do programa e será provido pelo Brasil através do Programa Nuclear da Marinha, que é distinto, mas necessário ao ProSub. O armamento do submarino será convencional, não nuclear.
A Marinha do Brasil ambiciona um submarino nuclear desde os anos 1970. Nas décadas seguintes ela dominou o ciclo do combustível nuclear, nacionalizou a produção de submarinos convencionais de projeto alemão (a classe Tupi) e tentou projetar seus próprios modelos. O projeto estagnou até a retomada do interesse político e concomitante disponibilidade de verbas, nos anos 2000. A Estratégia Nacional de Defesa de 2008 propôs um reaparelhamento naval focado na negação do uso do mar, para o qual seria preciso uma "força submarina de envergadura". Esta seria construída com a tecnologia do estaleiro francês DCNS (atual Naval Group) e de sócios na indústria brasileira. Os contratos assinados em 2009 somavam o valor de 6,7 bilhões de euros.
A justificativa oficial para o submarino nuclear é a necessidade de uma embarcação de grande autonomia e poder dissuasório para a defesa dos recursos distantes da "Amazônia Azul", sem definir um inimigo específico. Para a economia civil, o programa gera empregos e induz um arrasto tecnológico. Especialistas em defesa discutem se os benefícios compensam a imensa despesa necessária e questionam até que ponto a justificativa oficial é o objetivo real. O programa também pode ser explicado pela inércia institucional e o desejo de projeção internacional, pois seu sucesso colocaria o Brasil no seleto grupo de operadores de submarinos nucleares: Estados Unidos, Reino Unido, França, Rússia, China e Índia.
O planejamento naval de 2009 previa uma frota de seis submarinos nucleares e quinze convencionais, mas não houve encomendas adicionais desde então. A base naval em Itaguaí já entrou em operação, tendo recebido a sede do Comando da Força de Submarinos em 2021. Dois dos submarinos convencionais já foram comissionados pela Esquadra e outros dois estão em preparação. Os cronogramas têm sido atrasados desde a crise econômica de 2014, e o programa foi também alvo de investigações de corrupção relativas ao sócio brasileiro da DCNS, a Odebrecht. Ainda há desafios técnicos a superar. Projeta-se que o submarino nuclear, originalmente prometido para cerca de 2020, só entrará em serviço em meados ou final dos anos 2030.

## Antecedentes

### Importação de submarinos (1914–1977)

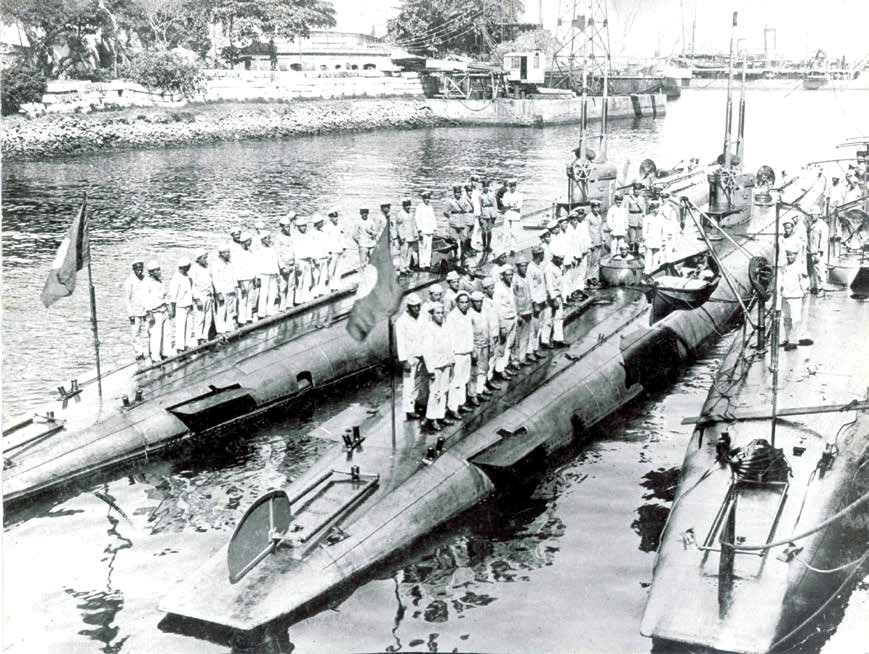
Os três submersíveis da classe Foca com suas tripulações

As primeiras propostas de construção de submersíveis para a Marinha do Brasil datam do final do século XIX e início do século XX, quando essa tecnologia começava a se distinguir como arma de guerra eficaz entre as potências militares da época. Alguns oficiais brasileiros apresentaram projetos, como o tenente engenheiro naval Emílio Júlio Hess, autor de uma caldeira para embarcações imersas, mas nenhum teve os recursos para seguir adiante. A subsequente história dos submarinos no Brasil é uma sucessão de fornecedores estrangeiros, começando com a Itália, onde foram construídos os três submersíveis da classe Foca, com os quais foi ativada a Flotilha de Submersíveis, precursora da atual Força de Submarinos, em 17 de julho de 1914.
Seguiram-se duas classes italianas, a Balilla, com uma unidade, o Humaytá, em 1929, e a Perla (Tupy, no Brasil), com três unidades recebidas em 1937. Após a Segunda Guerra Mundial a Marinha teve acesso a navios sobressalentes através do Acordo Militar Brasil-Estados Unidos. Ela recebeu, nos anos 1950 e 1960, quatro unidades de submarinos Fleet Type, seguidas por onze unidades de submarinos Guppy no início dos anos 1970. A indisposição dos americanos em transferir equipamentos no estado da arte preocupou a Marinha do Brasil com a nacionalização de componentes e a troca de fornecedores. No Reino Unido compraram-se, até 1977, três unidades da classe Oberon. O Brasil já dominava a operação de submarinos, mas ainda não tinha capacidade de construí-los.

### Evolução da propulsão submarina

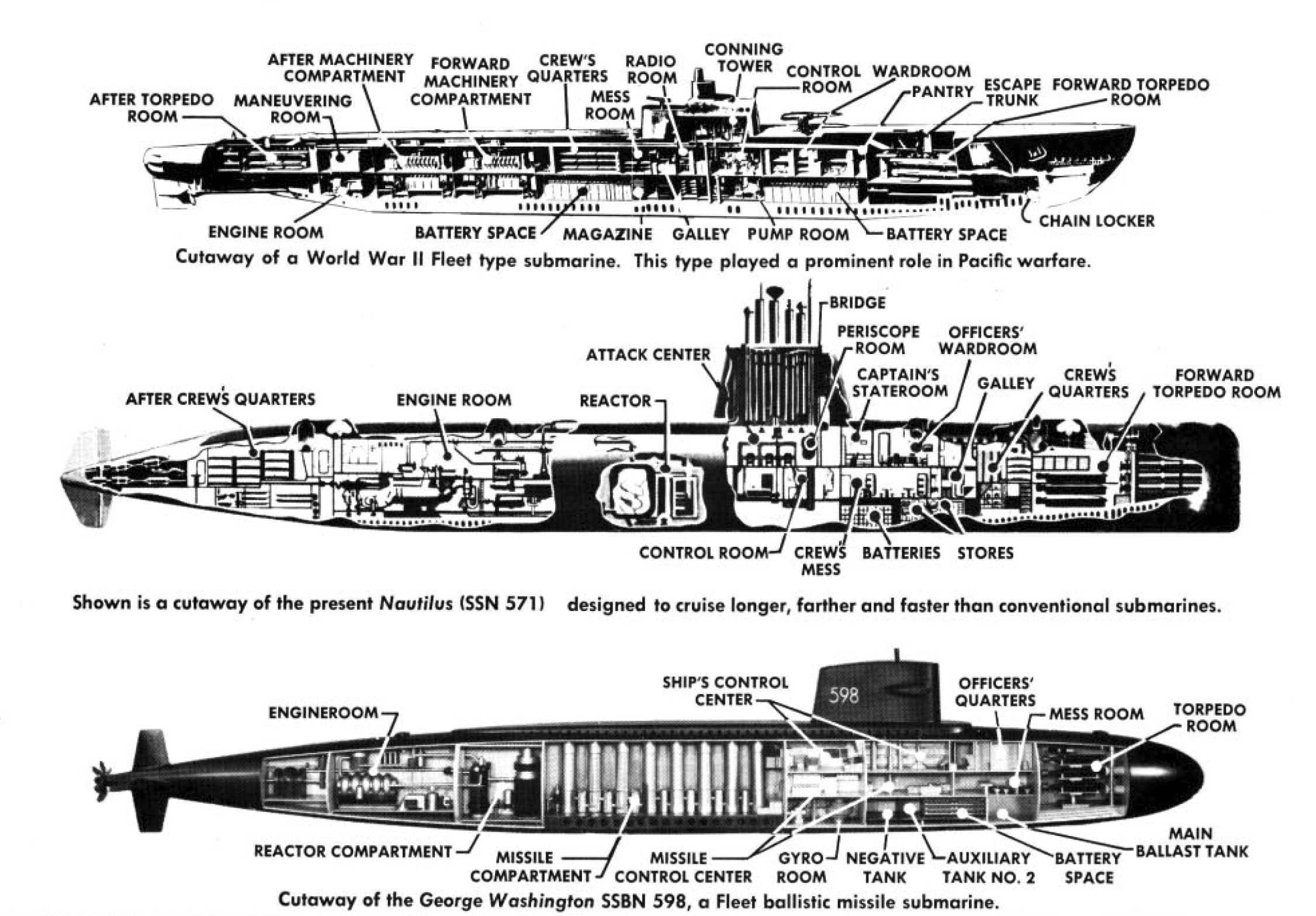
Fleet Type diesel-elétrico, mesmo tipo em serviço no Brasil nos anos 1950 e 1960 (acima), Nautilus de propulsão nuclear e armamento convencional (no meio) e George Washington de propulsão nuclear e mísseis balísticos (abaixo)

A maioria das esquadras no mundo, incluindo a brasileira, usa submarinos de propulsão convencional ou diesel-elétrica, na qual na qual motores diesel carregam baterias e estas alimentam motores elétricos para a navegação submersa. Isto exige aproximações periódicas da superfície para renovar o ar ambiente e carregar as baterias, sacrificando sua maior vantagem, a ocultação. O problema pode ser amenizado com um esnórquel, um mastro içado até a superfície de uma determinada profunidade, a cota periscópica, para admitir o ar atmosférico. Esta inovação fez parte do novo padrão tecnológico pós-Segunda Guerra e foi usada pela primeira vez no Brasil com o Rio Grande do Sul (S-11), comissionado nos anos 1970.
Mesmo admitindo ar com um esnórquel, o submarino convencional se expõe à detecção visual, acústica e radar, pois o topo do mastro fica visível na superfície e a operação dos motores diesel a plena carga irradia muito ruído. Para limitar a exposição, o submarino poupa as baterias, sacrificando a mobilidade. Quanto maior a velocidade submersa, maior o consumo de energia; a velocidade de pico esgota as baterias em poucas horas. Sua autonomia (tempo de operação até regressar à base) e raio de ação são portanto limitados.
Em busca do "verdadeiro submarino", de imersão ilimitada, os engenheiros incorporaram a propulsão nuclear, através da qual poucos quilogramas de combustível de urânio movimentam um submarino nuclear por centenas de milhares de quilômetros. Os únicos limites ao seu raio de ação e autonomia são a resistência da tripulação, os suprimentos e as avarias. Seu reator nuclear fornece maior potência do que as baterias do submarino diesel-elétrico, sem necessidade do ar, desenvolvendo velocidades maiores em períodos mais extensos. Ele gera mais ruído, mas isto é mais do que compensado por não precisar esnorquear. Para acomodar o reator, o submarino nuclear é maior, o que lhe permite mais espaço para armas e mantimentos e casco reforçado para imersão em maiores profundidades.
O armamento de um submarino nuclear pode ser convencional, de mísseis de cruzeiro ou de mísseis balísticos. Na nomenclatura de língua inglesa, isto corresponde às classes SSN, SSGN e SSBN. Nesta classificação, os submarinos diesel-elétricos usados no Brasil são designados SSK e os submarinos pretendidos no Prosub são SSN, também chamados de submarinos nucleares de ataque (SNA). Para ressaltar que o submarino não terá armamento nuclear, a Marinha do Brasil chama-o também de "submarino convencional de propulsão nuclear" (SCNA), o que pode ser confuso no exterior, onde "submarino convencional" é sinônimo de submarino de propulsão diesel-elétrica. O almirante Mauro César Rodrigues Pereira, ministro da Marinha de 1995 a 1999, nega que se tenha cogitado um SSBN brasileiro.
A Marinha dos Estados Unidos lançou ao mar o submarino nuclear pioneiro, o USS Nautilus, em 1954. Durante a Guerra Fria, quatro outras marinhas comissionaram essas embarcações: a soviética, britânica, francesa e chinesa. Todos esses países detinham armas nucleares. O domínio da propulsão nuclear têm requisitos tecnológicos (o enriquecimento de urânio) e políticos: o Tratado de Não Proliferação de Armas Nucleares (TNP), em vigor desde 1970, exige salvaguardas e inspeções da Agência Internacional de Energia Atómica (AIEA) para que o combustível nuclear não seja desviado para a fabricação de explosivos. Estados-parte do TNP desprovidos de armamento nuclear sofrem fortes pressões políticas, dissuadindo muitos de buscar a propulsão nuclear. O Brasil demorou até 1998 para assinar o TNP. Seus representantes internacionais ainda são críticos a alguns aspectos do regime de não proliferação nuclear, acusando-o de restringir o acesso dos países subdesenvolvidos à tecnologia nuclear sem uma contrapartida de desarmamento das potências nucleares. O programa brasileiro de propulsão nuclear pode ser contextualizado entre programas contemporâneos de outros dois países em desenvolvimento: a Índia e a Argentina.

### Submarinos na estratégia nacional do século XX

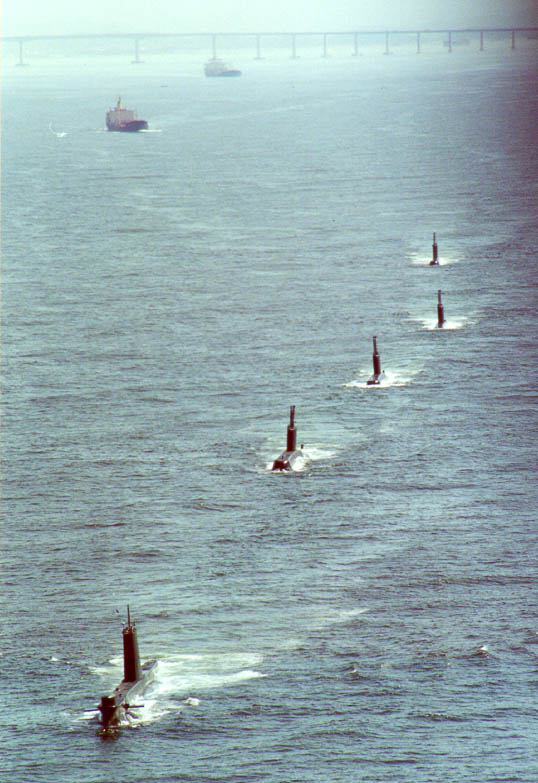
Flotilha de submarinos da classe Tupi

Os primeiros submersíveis brasileiros foram projetados para a defesa de costa e tinham um raio de ação e poder de combate limitados. Os submarinos da Segunda Guerra Mundial e início da Guerra Fria dispunham de capacidades maiores, mas sua função principal era de adestrar as forças de superfície e aéreas na escolta de comboios e luta antissubmarino. O paradigma reinante na Marinha era de proteger o tráfego marítimo contra os submarinos inimigos. O conflito seria global e o papel do Brasil seria complementar ao dos Estados Unidos na defesa coletiva do hemisfério. O emprego clássico dos submarinos, na ação ofensiva e negação do uso do mar, era estudado, mas não prioritário.
A doutrina naval dos anos 1970 rompeu com essa postura ao julgar mais provável um conflito regional e não global, contra ameaças aéreas e de superfície, e não só submarinas. As marinhas brasileira e americana continuavam em termos cordiais, mas a brasileira agora sonhava com autonomia estratégica e tecnológica, acompanhando a política externa do governo Geisel (1974–1979). Buscando reconhecimento ao Brasil como potência emergente, este governo rompeu o Acordo Militar com os Estados Unidos e admitiu pautas "norte-sul" e não só a bipolaridade "leste-oeste" da Guerra Fria. Á Marinha, caberia zelar pelos interesses específicos do Brasil no oceano. Havia recursos a defender no mar territorial, expandido a 200 milhas náuticas por decisão unilateral do governo anterior.
Nos sonhos da nova geração de oficiais, uma futura marinha de águas azuis brasileira projetaria poder e negaria o uso do mar ao inimigo através de porta-aviões e submarinos nucleares. Na Guerra Fria as funções dos submarinos nucleares de ataque eram a operação próximo às bases inimigas, próximo às forças-tarefa ou acompanhando unidades inimigas (incluindo submarinos). Eles poderiam atacar unidades de superfície e desembarcar grupos de operações especiais. Na Guerra das Malvinas de 1982, observadores brasileiros impressionaram-se quando um submarino nuclear britânico afundou um cruzador argentino, obrigando a retirada da frota de superfície argentina da região de conflito. O submarino nuclear, que a Argentina não possuía nem tinha como revidar, mostrou-se um instrumento rápido e decisivo para negar o uso do mar ao inimigo.
O exemplo da Guerra das Malvinas é recorrente nos argumentos em favor da obtenção de submarinos nucleares no Brasil. O editorial "Submarino de propulsão nuclear – O que o justifica? Como chegar a ele? O que quer a Marinha com ele e para o quê?", publicado pela Revista Marítima Brasileira em 1988, cita a guerra dez vezes em oito páginas. O almirante Mário César Flores, ministro da Marinha em 1990–1992, concluiu que depois daquela guerra, as marinhas dividir-se-iam em dois grupos: as que tinham e as que não tinham submarinos nucleares. Para as lideranças políticas, a guerra elevou desconfianças das grandes potências, pois os Estados Unidos apoiaram o Reino Unido contra um país sul-americano. O submarino parecia uma resposta pertinente; o almirante Flores aludia ao uso dessa arma para a "dissuasão de pressões militares", isto é, das grandes potências, direcionando o preparo naval para a "defesa distante (inquietação do fator ameaça)". Este conceito evoluiria para o da negação do uso do mar.
Conforme entrevista do Serviço de Relações Públicas da Marinha, realizada em 1997, o submarino "é, por excelência, o grande dissuasor, uma vez que sua capacidade de ocultação resulta em elevado grau de incerteza para o adversário, que, para compensá-la – com discutíveis chances —, tem que dispor de elevado número de meios para contrapor-se a um único submarino, tornando a razão custo/beneficio extremamente favorável ao último". Ao mesmo tempo, ele seria "mero coadjuvante" no controle de área marítima, e portanto, não mais importante do que o porta-aviões.

## Primeiros passos (1979–2008)

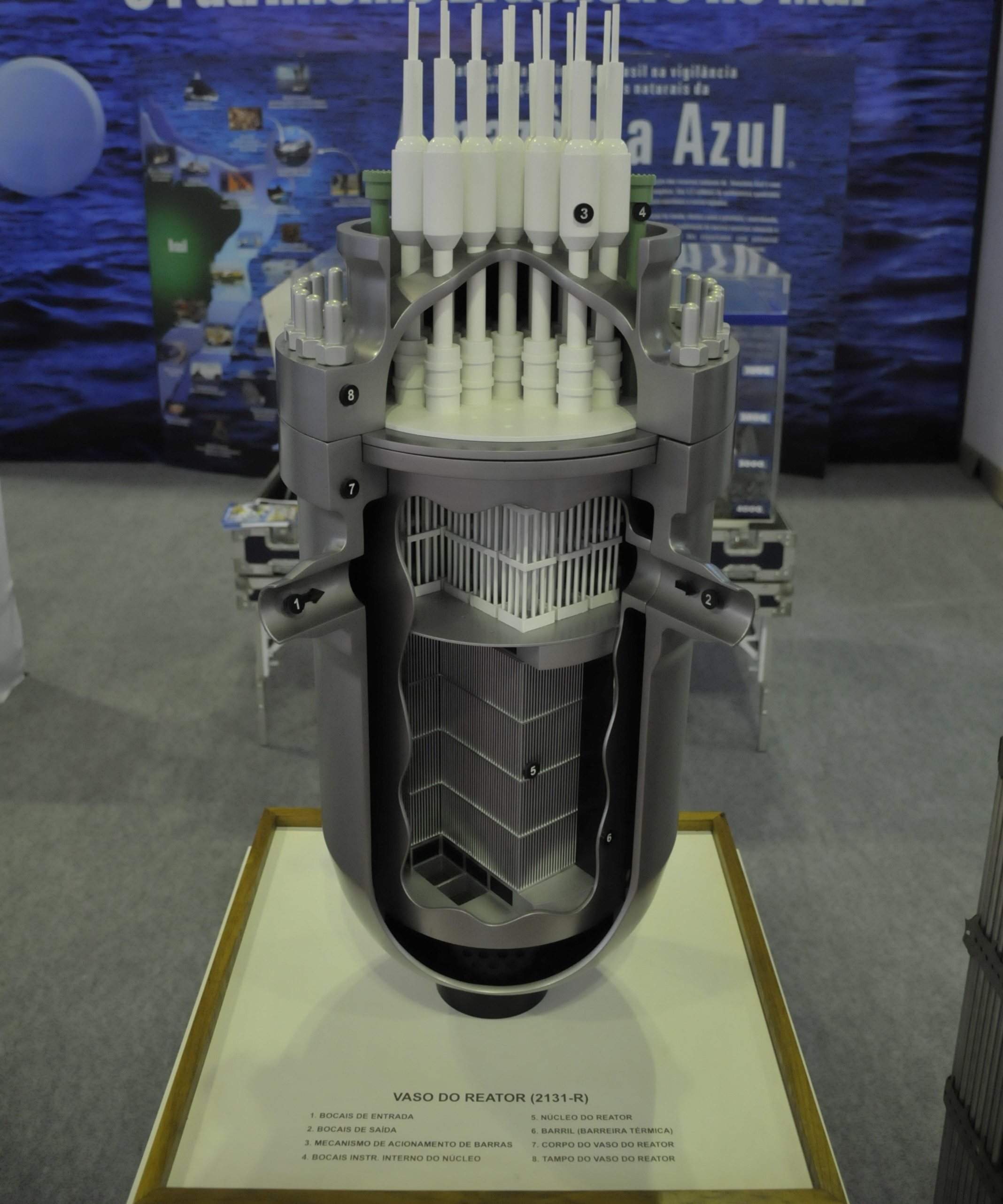
Modelo do reator de água pressurizada desenvolvido pelo PNM para o submarino nuclear

A cronologia do submarino nuclear brasileiro pode ser traçada até 1979, quando teve início o Programa Nuclear da Marinha (PNM). O PNM é diretamente necessário à construção do submarino nuclear, pois fornecerá sua propulsão e combustível, mas não trata da construção de submarinos propriamente dita e é administrado separadamente do Prosub. A construção do casco do submarino também é meta de longa data, com iniciativas desde os anos 1980 para nacionalizar a construção de submarinos convencionais e projetar um submarino brasileiro.
Desde 1979 a meta do submarino nuclear ocupou a carreira de muitos engenheiros navais, atravessou múltiplas décadas, dois regimes políticos (a ditadura militar e a república subsequente) e revoluções nas relações internacionais. Conforme sua adequação à política externa do governo, até 2008 o programa foi apoiado pelas administrações de Geisel, Figueiredo, Sarney e Lula e desvalorizado pelas de Collor, Itamar Franco e Fernando Henrique Cardoso, embora nenhum dos três últimos tenha ordenado seu cancelamento. O progresso depende da combinação de vontade política, verbas e capacidade tecnológica: depois de atingir metas com rapidez nos anos 1980, o programa estagnou nos anos 1990 e início do século XXI.

### Definição do objetivo
A ideia de construir no Brasil um navio movido à propulsão nuclear foi levantada durante as negociações do acordo nuclear Brasil-Alemanha, assinado em 1975. Consideraram-se as opções de um navio mercante, navio oceanográfico ou um submarino, mas a ideia extrapolava os limites do acordo, que era destinado à construção de reatores nucleares para a malha energética e vetava aplicações militares. A ideia do submarino já circulava na Marinha: um documento da Escola Superior de Guerra de 1975 mencionava que "dentro ainda do quadro de obtenção de unidades novas, dois projetos em estudo destinados a causar grande impacto, a saber: a construção ou aquisição de um porta-helicópteros e a adoção de propulsão nuclear em unidades navais". Não está claro se os planos eram resposta às intenções argentinas de desenvolver submarinos nucleares com a Itália.
A proposta, que não prosperou, resultou na primeira declaração do Ministério da Marinha sobre o assunto: em 15 de julho de 1976 o ministro da Marinha Geraldo Henning informou ao presidente Geisel que a participação da sua força no programa nuclear deveria, no momento, limitar-se à aquisição de conhecimentos, mas era possível pensar na propulsão nuclear em navios de guerra. Em setembro o presidente da Nuclebrás, Paulo Nogueira Batista, mencionou ao presidente haver "planos bastante elaborados nesse sentido, que foram objeto inclusive de conversações com a Grã-Bretanha". Não há evidência adicional sobre os contatos, mas no mesmo ano o diretor-geral do Material da Marinha, almirante Eddy Sampaio Espellet, visitou o estaleiro Vickers-Armstrong, no Reino Unido, onde foram construídos os submarinos nucleares da classe Churchill.
Com o respaldo do ministro da Marinha e do Presidente da República, Espellet enviou o engenheiro naval Othon Luiz Pinheiro da Silva para o curso de física nuclear do  Instituto de Tecnologia de Massachusetts (MIT). Ao regressar ao Brasil, Othon foi encarregado de elaborar um relatório sobre a viabilidade do submarino nuclear. Ele propôs o domínio do ciclo do combustível nuclear e da propulsão naval através de um esforço exclusivamente nacional. A ideia subiu na hierarquia e foi aprovada por uma reunião do almirantado na última semana de 1979, na gestão do almirante Maximiano Fonseca no Ministério da Marinha.
O governo incluiu o projeto da Marinha dentro do seu Programa Autônomo de Tecnologia Nuclear, ou "programa nuclear paralelo", dentro do qual cada uma das três Forças Armadas, e mais instituições de pesquisa civis, desenvolvia pesquisas nucleares sigilosas. Cada uma tinha seus objetivos próprios – a Força Aérea desenvolveu explosivos nucleares – mas a meta tecnológica principal era o enriquecimento de urânio, pois o governo e a comunidade científica não se satisfizeram com a transferência de tecnologia do acordo teuto-brasileiro. O método de enriquecimento oferecido ao Brasil, a jato-centrifugação, era experimental e, de fato, nos anos seguintes não produziu resultado no programa nuclear oficial. Dentre os programas militares, somente o da Marinha deu fruto a longo prazo.

### Ciclo do combustível

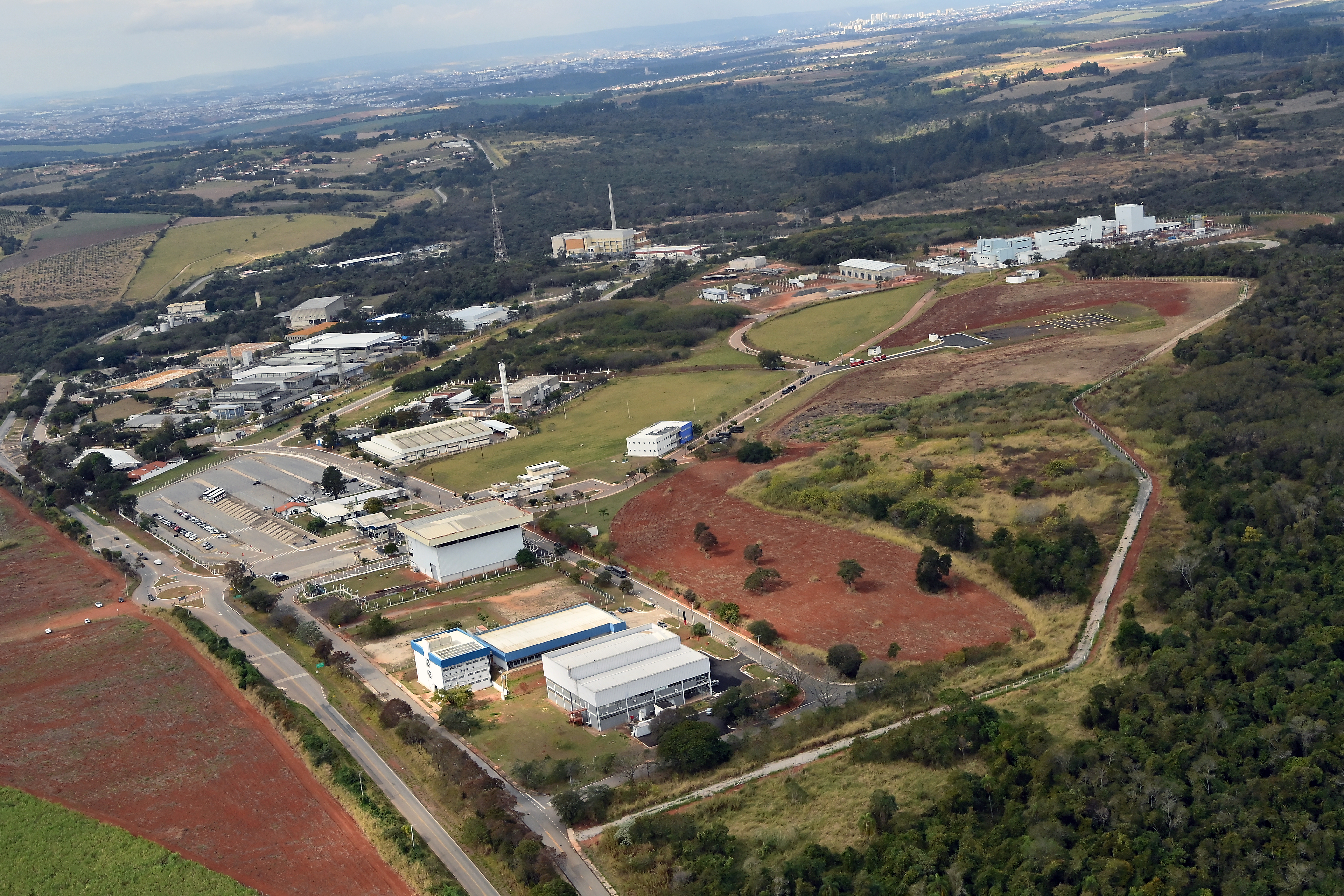
Complexo experimental de Aramar, onde se produz urânio enriquecido para a Marinha

O PNM inicialmente recebia o codinome Programa Chalana, que era subdividido nos projetos Ciclone, para dominar o ciclo do combustível nuclear, e Remo, para desenvolver o reator. Chefiado pelo comandante Othon até 1994, o programa era autárquico e sigiloso, mesmo dentro da Marinha. Ele envolveu subsídios federais através de contas bancárias clandestinas e rumores de espionagem industrial e de contratação de especialistas estrangeiros. O governo admitiu a existência do programa "paralelo" em 1986.
O projeto Ciclone foi conduzido em parceria com o Instituto de Pesquisas Energéticas e Nucleares (IPEN). A etapa mais difícil do ciclo do combustível nuclear foi o enriquecimento de urânio. Os poucos detentores da tecnologia guardam-na como segredo de Estado, pois ela também pode ser usada na construção de armas nucleares. Também não seria fácil importar desses países o combustível de um submarino nuclear; a única opção era a autonomia tecnológica. A equipe do comandante Othon escolheu o método da ultracentrifugação, pelo qual produziu urânio enriquecido em escala laboratorial em 1982 e inaugurou uma usina de enriquecimento no Centro Experimental Aramar, em Iperó, São Paulo, em 1988. Othon deixou o projeto em 1994, quando completou seu tempo de serviço militar.

### Construção de projetos alemães

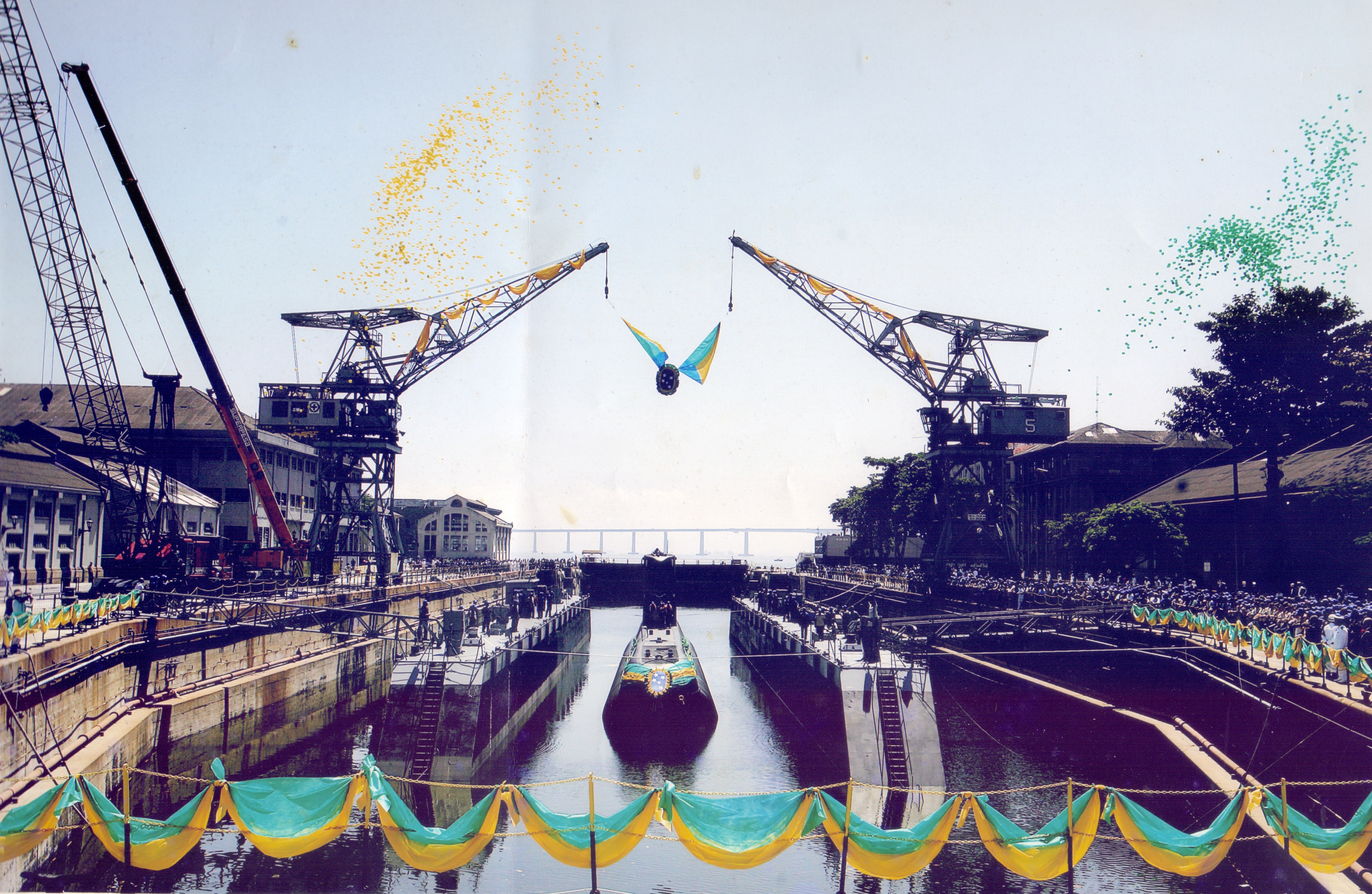
Lançamento do Tikuna (S-34) no Arsenal de Marinha do Rio de Janeiro em 2005

O programa naval do início dos anos 1980 projetava quatorze submarinos: quatro convencionais de projeto alemão, seis convencionais de projeto brasileiro e quatro nucleares de projeto brasileiro. Considerava-se que, para construir submarinos nucleares, seria preciso dominar a construção dos convencionais. Para projetar submarinos, seria preciso dominar a construção de projetos estrangeiros. A parte do projeto referente ao submarino propriamente dito foi designada como Projeto Costado.
Em 1984 a Marinha firmou um contrato de transferência de tecnologia e capacitação técnica com o estaleiro alemão HDW para a obtenção de submarinos Tipo 209, designados como a classe Tupi no Brasil. O primeiro submarino seria construído na Alemanha, e os restantes no Brasil, depois de adquiridos os conhecimentos e as competências necessárias ao longo da construção deste primeiro. O Arsenal de Marinha do Rio de Janeiro (AMRJ) foi indicado como estaleiro construtor de submarinos e, com efeito, foi alvo de investimento no treino e capacitação dos seus profissionais e na modernização e adaptação das suas instalações industriais. A Marinha e os alemães assinaram depois, em 1995, os contratos para um quinto submarino, o Tikuna, incorporando melhorias trabalhadas por engenheiros brasileiros.

### Projetos convencionais brasileiros
O aprendizado na construção da classe Tupi, pelo planejamento da Marinha, foi simultâneo ao treinamento de projeto de submarino, de forma a não deixar uma lacuna entre a construção de projetos estrangeiros e o desenho de projetos nacionais. Alguns engenheiros foram selecionados para um treinamento de projeto de submarinos no Rio de Janeiro e em Lübeck, Alemanha, entre 1985 e 1986. De janeiro de 1986 a junho de 1990 realizou-se o estudo de viabilidade, projeto de concepção e fases preliminar e de projeto de contrato de um submarino convencional, designado SNAC-I (Submarino Nacional Convencional I). A experiência resultante seria usada num futuro SNAC-II, com propulsão nuclear.
O SNAC-I era semelhante ao desenho usado para fins de treinamento na Alemanha, o "Projeto X", que deslocaria 2 670 toneladas em imersão. O diâmetro do casco foi dimensionado para as necessidades de um submarino convencional e não levou em conta um reator nuclear, para o qual não havia protótipo. Previa-se empregar até 32 engenheiros no projeto do SNAC-I até 1988, mas restrições à contratação, o declínio salarial e as resultantes demissões limitaram a equipe de trabalho a um pico de 14 engenheiros em 1987. No final de 1988 a Marinha já estudava alternativas como a continuação do projeto em ritmo lento, a interrupção, a reelaboração dos requisitos operacionais ou a queima de etapas, partindo para o SNAC-II. Por fim, ao chegar à etapa de projeto detalhado, que demandava mais recursos, o projeto foi cancelado em 1.° de outubro de 1990.
Em 1988 o ministro da Marinha, almirante Henrique Saboia, declarou ao Estado de S. Paulo:

o brasileiro precisa acreditar que existe uma decisão de governo para uso da energia nuclear para fins pacíficos. O Ministério da Marinha tem como meta distante desenvolver um submarino nuclear, mas é preciso deixar bem claro que apenas o sistema de propulsão nuclear será nuclear (...) No momento, (...) a finalidade não é bélica, mas não submeteremos a nossa tecnologia à Agência Internacional de Energia Atômica (AIEA), por uma decisão política. Quanto aos submarinos atômicos (...) não teremos previsão, nem fixação de datas para sua fabricação. Temos um programa para chegar lá.

As restrições financeiras pioraram nos anos 1990: o governo federal abandonou seu subsídio ao projeto, o orçamento da Marinha teve que assumir todo o fardo e a alta administração naval optou por concentrar os poucos recursos na renovação dos meios de superfície. Nas suas memórias, o comandante Othon acusa quatro administrações no Ministério/Comando da Marinha — Serpa (1992–1995), Mauro César (1995–1999), Chagasteles (1999–2003) e Carvalho (2003–2007) — de desinteresse na conclusão do projeto. Mauro César rebate a acusação, lembrando que esses almirantes fizeram o possível para manter o projeto vivo num cenário de "estrangulamento de recursos". Ele mesmo visitou a França para discutir uma possível transferência de tecnologia.
Na virada do século o projeto ressurgiu sob o nome de "Submarino Médio Brasileiro" (SMB-10), que deslocaria 2 500 toneladas carregado. Duas a seis unidades seriam construídas no AMRJ. A passagem do tempo se fez sentir: desde o cancelamento do SNAC-I, recursos humanos haviam sido perdidos e a tecnologia evoluíra. A Diretoria de Engenharia Naval (DEN) ainda precisou de auxílio técnico estrangeiro e as dificuldades acumularam. Em outubro de 2005, meses depois do lançamento do Tikuna, o projeto do SMB-10 foi suspenso. A Marinha decidiu encurtar seu cronograma e partir a um projeto estrangeiro de um submarino convencional, que pudesse posteriormente receber um reator nuclear.

## Contratos e métodos
O programa do submarino nuclear entrou em nova fase a partir de 2007, sendo institucionalizado em documentos do Ministério da Defesa e recebendo novas verbas federais. A transferência de tecnologia foi finalmente decidida por um acordo assinado com a França no ano seguinte; crucialmente, não se negociou o reator nuclear propriamente dito, que será uma tecnologia inteiramente brasileira. Investimentos num complexo naval e industrial em Itaguaí, Rio de Janeiro, no qual seriam construídos submarinos de projeto francês da classe Scorpène, materializaram o Prosub. A assinatura do acordo em 23 de dezembro de 2008 é o ponto inicial do programa.

### Perspectivas da esquadra

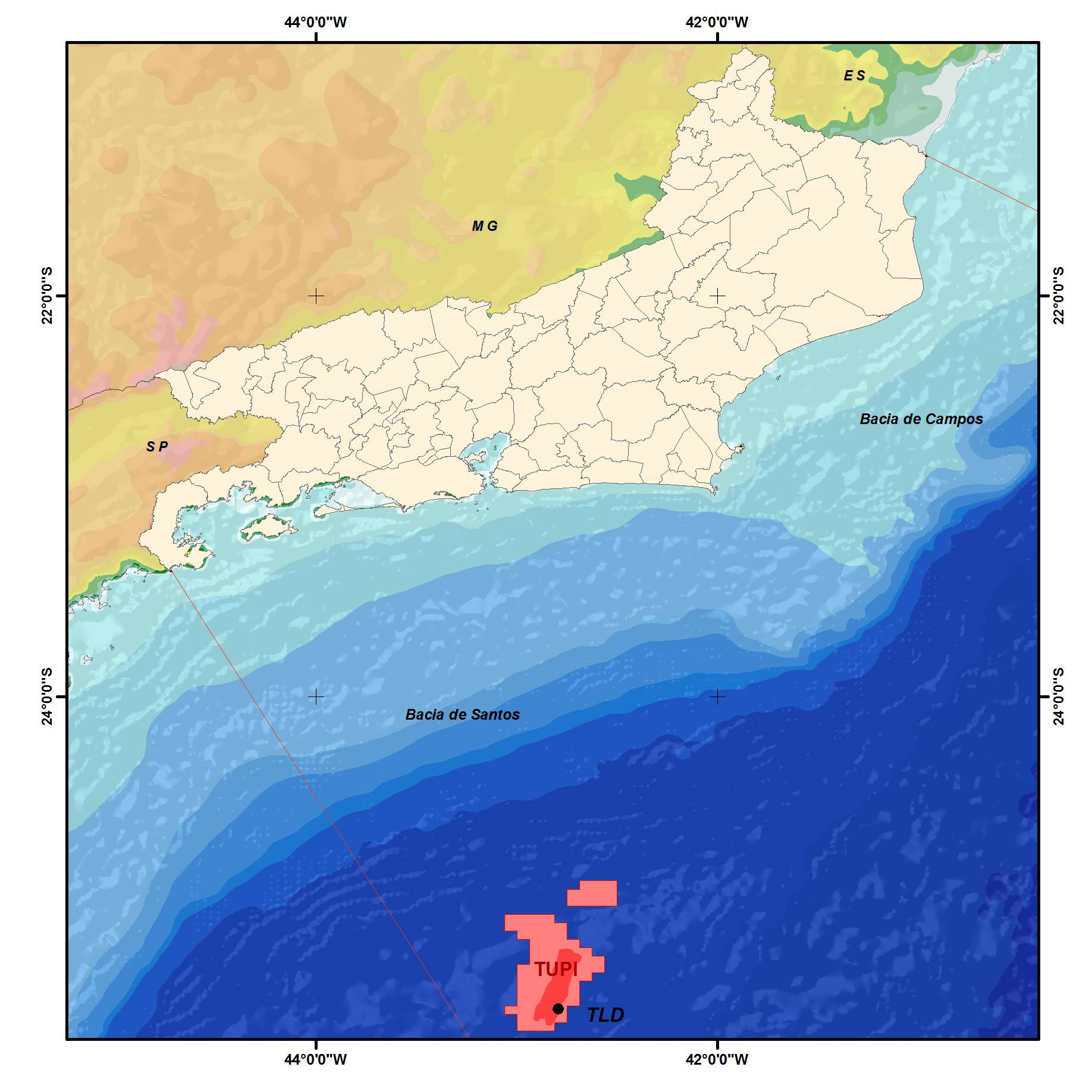
Localização do campo de Tupi, campo petrolífero descoberto em 2006 na bacia de Santos, ao largo do litoral do Rio de Janeiro

A decisão de investir no submarino nuclear foi viabilizada por um panorama financeiro otimista e atenções políticas crescentes na defesa naval. A economia brasileira crescia vigorosamente, jazidas de petróleo acabavam de ser descobertas no pré-sal e o governo sonhava com projetar o país no plano internacional. Em 10 de julho de 2007 o presidente Lula visitou o Centro Experimental Aramar e comentou que, a partir do domínio do ciclo de enriquecimento de urânio, "eu penso que nós seremos muito mais valorizados enquanto nação, enquanto a potência que queremos ser".
A esquadra que existia naquele momento estava em condições críticas. Isto era admitido pelos almirantes à imprensa, numa tentativa de sensibilizar o público. Em setembro de 2007 o comandante da Marinha relatou a situação da esquadra à Comissão de Relações Exteriores e de Defesa Nacional da Câmara dos Deputados. Estavam imobilizados dois dos cinco submarinos, 27 dos 58 helicópteros e onze dos 21 navios de superfície. O apelo era que a capacidade defensiva estava em declínio e precisava-se de verbas para no mínimo um submarino novo. O orçamento militar brasileiro cresceu em 50% de 2007 a 2008.
Naquele momento o PNM já tinha prontos, numa sala improvisada, componentes do futuro protótipo de reator de submarino, a ser instalado no Laboratório de Geração Nucleoelétrica (Labgene). Segundo o diretor-geral do Centro Tecnológico da Marinha em São Paulo (CTMSP), o Brasil já dominava 40% do know-how tecnológico para construir um submarino nuclear. A visita de Lula foi um ponto de virada no programa, pois o presidente prometeu um subsídio de um bilhão de reais, distribuídos ao longo de oito anos, ao PNM, complementando o orçamento da Marinha.
Depois da visita a Marinha criou a Coordenadoria Geral do Programa de Desenvolvimento do Submarino Nuclear (Cogesn). O Comando da Marinha foi assumido naquele ano pelo almirante Júlio Soares de Moura Neto, conhecido defensor do submarino nuclear. Seu discurso de posse sugeria uma opção conservadora, de manutenção da parceria de várias décadas com a indústria alemã, mas ele logo mudou de rumo. Um contrato com a ThyssenKrupp para a construção do Tipo 214 chegou a ser redigido em 2005, mas não chegou a ser assinado. Dentro da Marinha, prevalecia o argumento de que o país de origem da tecnologia precisaria ter ele mesmo seus submarinos nucleares.

### Aproximação com a França

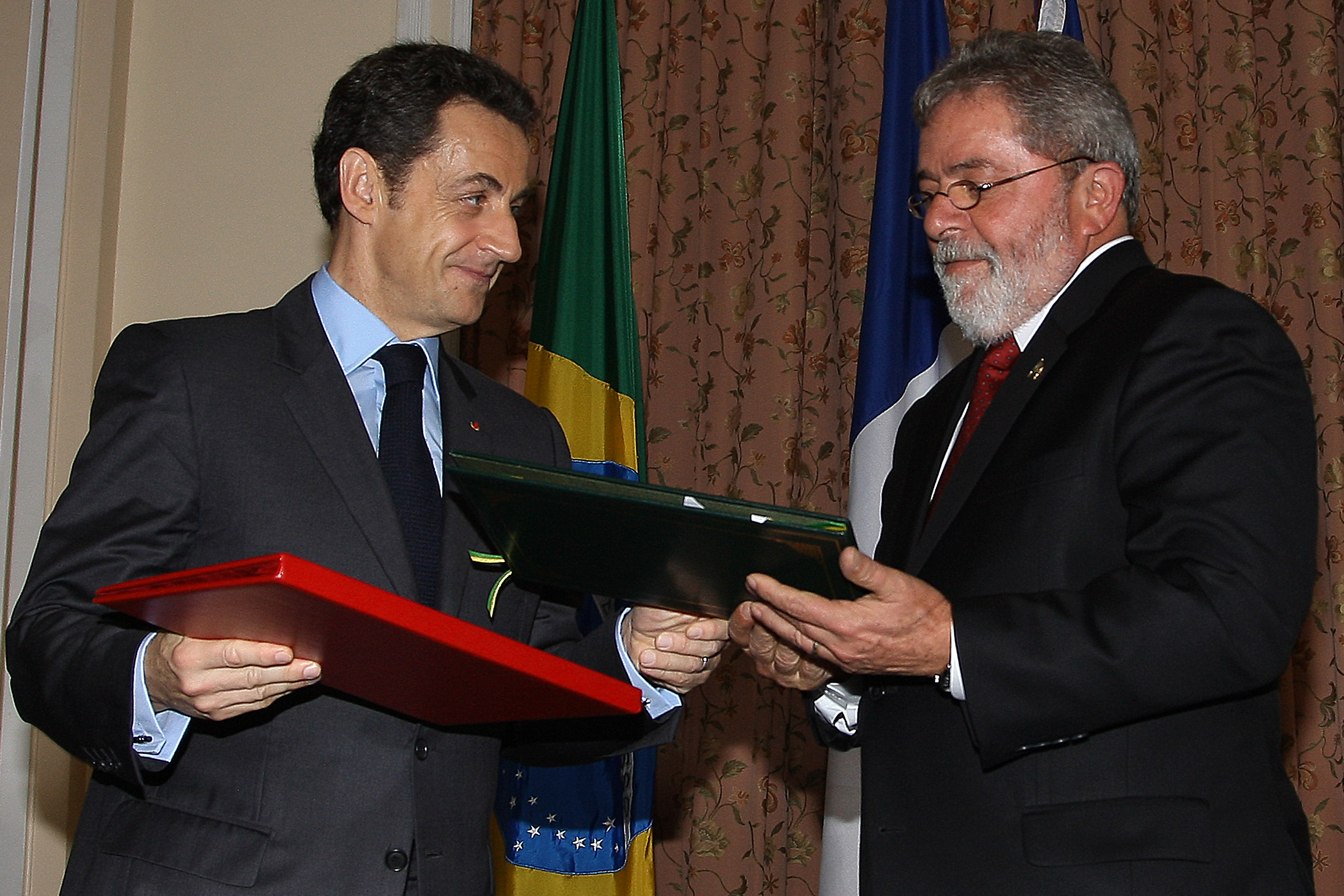
Os presidentes Sarkozy (esq.) e Lula (dir.) assinam o acordo franco-brasileiro para a transferência de tecnologia de helicópteros e submarinos em dezembro de 2008

Dentre os seis países com submarinos nucleares, só dois também tinham os convencionais: a França e a Rússia. Dentre estes, somente a França aceitou a transferência de tecnologia e ofereceu sua classe mais moderna de submarinos convencionais. As negociações com a França teriam começado sob sigilo em maio de 2006, na visita do presidente francês Jacques Chirac ao Brasil, e resultado num primeiro acordo em junho de 2007. Em 2008 o ministro da Defesa Nelson Jobim anunciou uma viagem à França para conhecer um de seus submarinos nucleares e encontrar-se com Jean Poimboeuf, presidente do DCNS (atual Naval Group), estaleiro responsável pelos submarinos da classe Scorpéne. O presidente francês, Nicolas Sarkozy, discutiu o tema com Lula na Guiana Francesa, em fevereiro de 2008, e no Rio de Janeiro, ao final do ano, quando foi assinado o contrato principal franco-brasileiro. Até setembro de 2009, sete contratos adicionais seriam assinados entre a Diretoria-Geral de Material da Marinha (DGMM) e vários parceiros comerciais.
O submarino era apenas um dos itens de uma lista de compras de material bélico francês, consoante a um período de boas relações franco-brasileiras na área militar. O acordo do final de 2008 também compreendia cinquenta helicópteros EC-725 Super Cougar, e discutia-se a venda de caças Rafale. Os submarinos e helicópteros somavam 8,647 bilhões de euros, o equivalente a cerca de 78% do orçamento de defesa brasileiro em 2009, descontando os gastos com a previdência dos militares. Era o maior investimento em armamentos da história recente do Brasil, extrapolando, portanto, o Prosub. Este era apenas um dos itens de um ambicioso programa naval, o Plano de Articulação e Equipamento da Marinha (PAEMB) de 2009, que prometia, no espaço de três décadas, uma esquadra de relevância global. A legitimidade política do reaparelhamento militar era ratificada pela Estratégia Nacional de Defesa (END), redigida por insistência do ministro da Defesa Nelson Jobim e publicada em 2008. A END transformou a construção do submarino nuclear numa política de Estado.

### Organização do programa

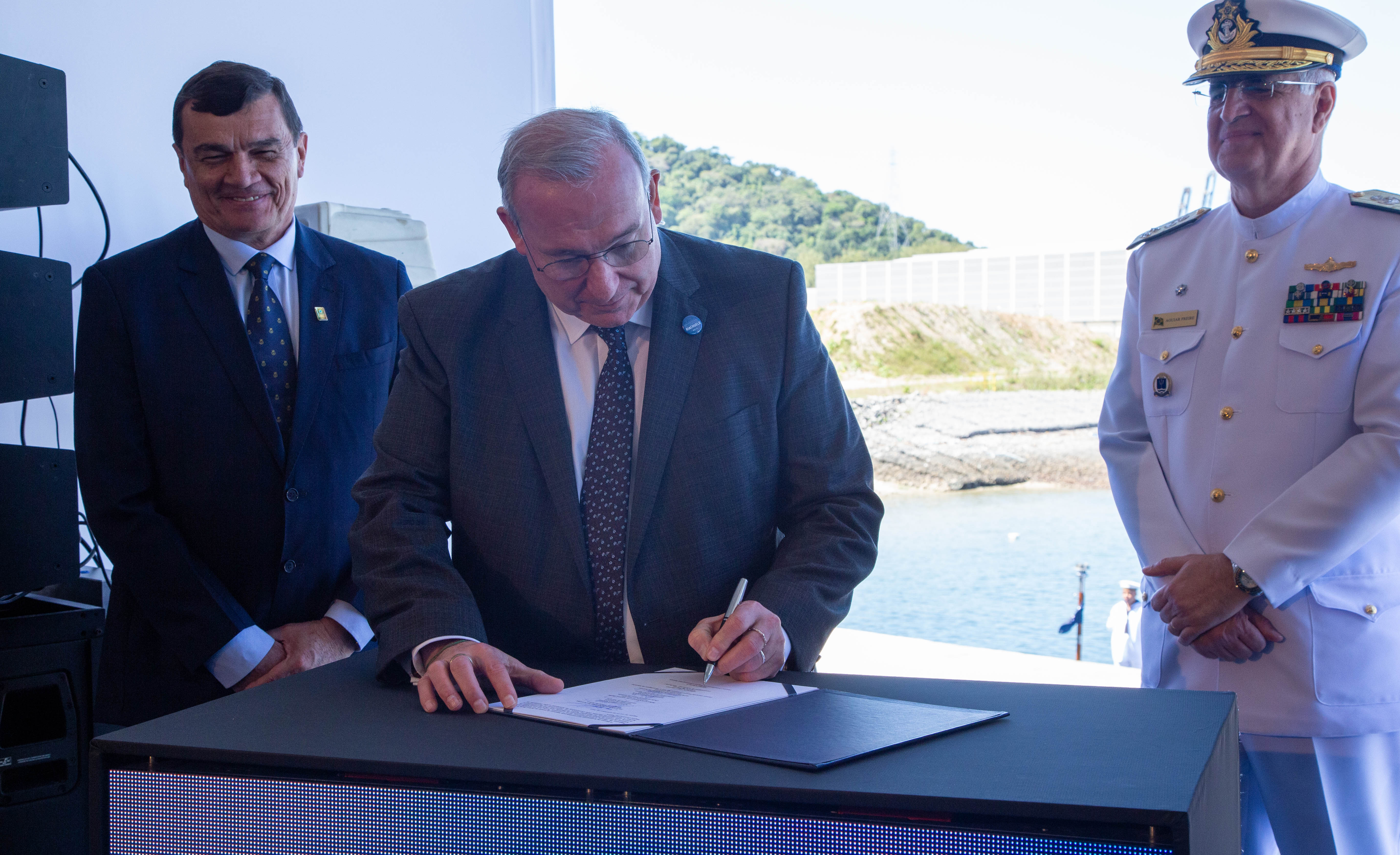
Da esquerda para a direita, o ministro da Defesa, Paulo Sérgio Nogueira de Oliveira, o diretor-presidente da ICN, André Portalis, e o almirante Renato de Aguiar Freire na cerimônia de incorporação do Riachuelo (S-40), em 2022

A execução do ProSub, um imenso programa de obras públicas e transferência de tecnologia, une a iniciativa pública a grandes empresas nacionais e internacionais, sob a coordenação de um órgão da Marinha, a Cogesn. O PNM, embora diretamente necessário à consecução do ProSub, não é o mesmo programa e tem seu próprio órgão, o Centro Tecnológico da Marinha em São Paulo (CTMSP). A Cogesn foi subordinada à DGMM até sua transferência, em 2016, à Diretoria Geral de Desenvolvimento Nuclear e Tecnológico da Marinha (DGDNTM), que também comanda a CTMSP.
A transferência de tecnologia francesa ficou a cargo da DCNS/Naval Group, as obras civis com a Construtora Norberto Odebrecht e a mecânica pesada com a Nuclebrás Equipamentos Pesados. Para construir e operar o estaleiro, a DCNS e a Odebrecht constituíram uma sociedade de propósito específico, a Itaguaí Construções Navais (ICN). A Marinha, através da Empresa Gerencial de Projetos Navais (Emgepron), tem na empresa uma golden share, com capacidade de veto. Outra sociedade, o Consórcio Baía de Sepetiba, é formada pela Odebrecht, DCNS e ICN e assessora a gestão do projeto pela Cogesn. Em 2012 foi criada uma estatal, a Amazônia Azul Tecnologias de Defesa (Amazul), para administrar parte da mão de obra do ProSub e do PNM.
O controle externo do programa pelo Tribunal de Contas da União (TCU) em 2013 apontou uma articulação institucional insuficiente no programa. Faltavam integração efetiva entre o ProSub e o PNM e relações formalizadas entre as empresas envolvidas e a Marinha, o que poderia trazer sobreposições de esforços e falta de complementaridade entre as ações. Isto demonstrava imaturidade da administração pública brasileira para a gestão de um programa daquela complexidade tecnológica, o que tem sido superado gradualmente com os esforços da Marinha e outras organizações envolvidas.

### Submarinos

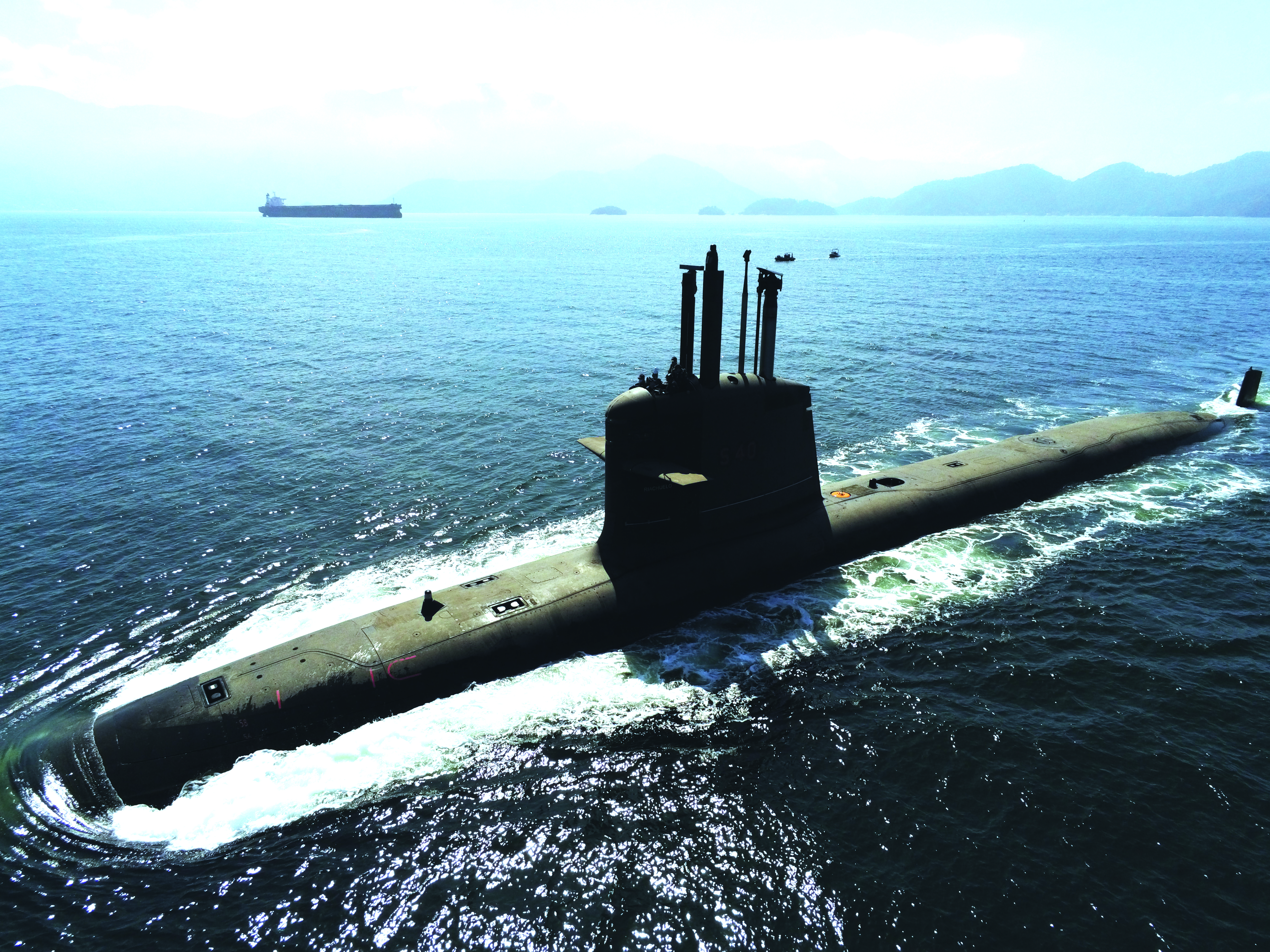
Riachuelo (S-40) em operação

Os contratos prometeram reforçar a Marinha do Brasil com quatro submarinos convencionais, denominados S-BR, e um submarino nuclear, ou SN-BR. Os S-BR foram inicialmente designados Riachuelo (S-40), Humaitá (S-41), Tonelero (S-42) e o Angostura (S-43), enquanto o SN-BR será o Álvaro Alberto (SN-10), homenagem ao almirante Álvaro Alberto da Mota e Silva, pioneiro do programa nuclear brasileiro. Dois contratos com a DCNS e a ICN trataram dos pacotes de materiais e construção dos S-BR e do SN-BR. Outro contrato com a DCNS definiu a transferência de tecnologia de projeto e construção dos S-BR e do desenvolvimento do projeto do SN-BR.
Os S-BR compõem a classe Riachuelo, cujo projeto é baseado nos Scorpène franceses. A Marinha do Brasil não foi a única a procurar a classe francesa: o primeiro comprador dos Scorpène foi o Chile, no final dos anos 1990, seguido pela Malásia e a Índia. Os submarinos brasileiros possuem grandes diferenças dos franceses, como maior comprimento e deslocamento — 71 metros e 1 850 toneladas (emerso), contra 60 metros e 1 700 toneladas no original. Segundo a Marinha, o objetivo é estender o tempo de patrulha no extenso litoral brasileiro.

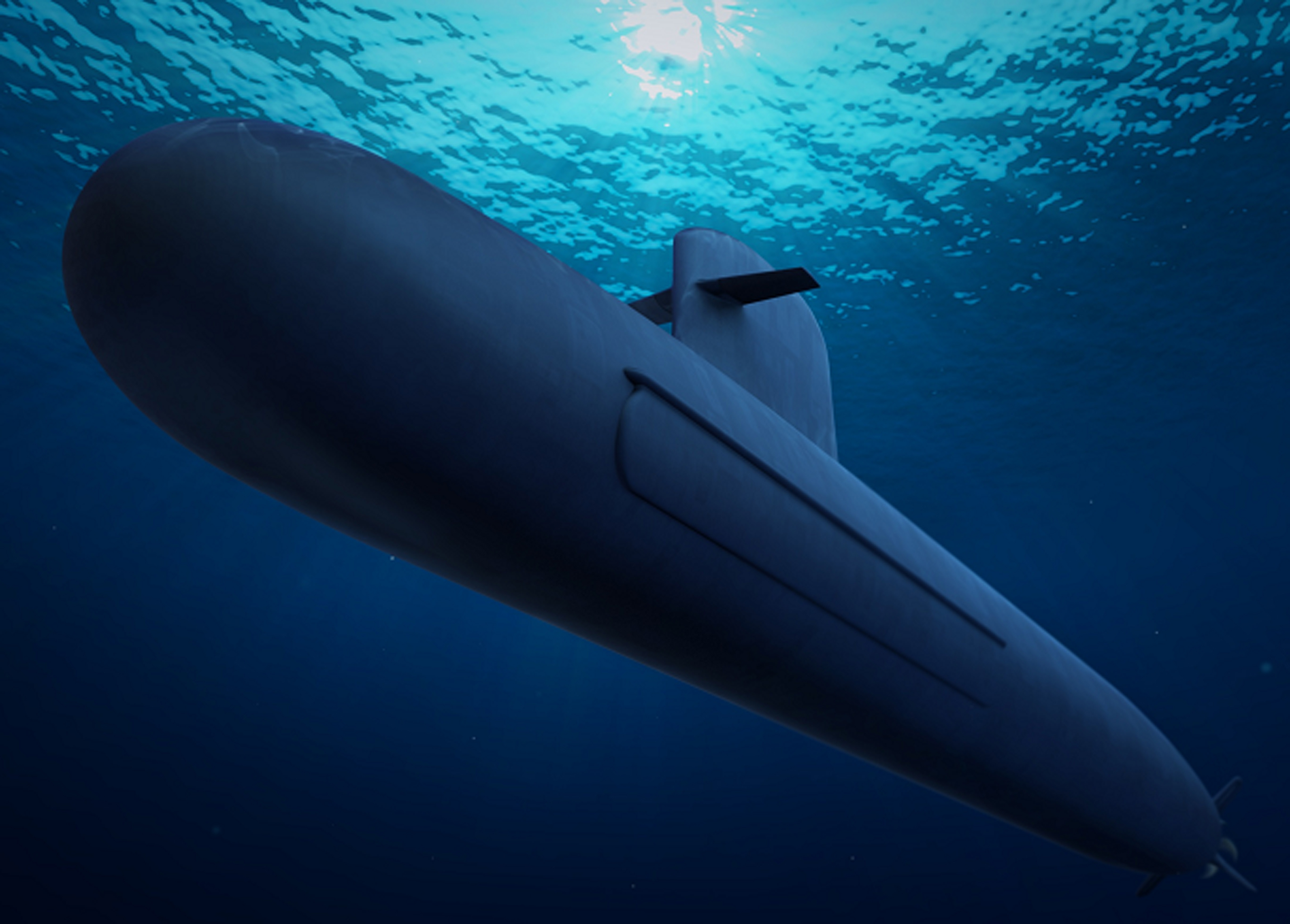
Concepção artística do SN-BR

Já o SN-BR, "joia da coroa" do ProSub, é baseado no Riachuelo, com deslocamento maior, excedendo as seis mil toneladas, e propulsão nuclear que está sendo desenvolvida por técnicos brasileiros. É possível que seu casco fique mais parecido com o da nova classe de submarinos nucleares franceses, a Barracuda. O primeiro exemplar dessa classe, o Suffren, teve o seu desenvolvimento acompanhado por engenheiros brasileiros.
Em comparação à antiga classe Tupi, que operava no máximo por mais de 45 dias, os S-BR podem fazer o mesmo por mais de 70, e o SN-BR, por quanto tempo houver suprimentos para a tripulação. Com esnórquel, os Tupi navegavam a até 10 000 milhas, os S-BR, a 13 000 milhas e os SN-BR, a 15 000 milhas. Os Tupi submergiam à profundidade máxima de 240 metros e podiam passar 60 dias no mar para cada 30 em manutenção, contra mais de 300 metros e 90 dias para os S-BR e SN-BR. As novas classes têm opções mais modernas de sensores e comunicações. A velocidade máxima em mergulho não excederia 20 nós para nenhuma das três classes, com a ressalva de que o SN-BR poderia manter essa velocidade por longos períodos, ao contrário dos submarinos diesel-elétricos. As informações são de um folheto divulgado pela Marinha em 2018.

### Torpedos e contramedidas
Em 2009 a Marinha comprou da DCNS trinta torpedos F21 [en] e cinquenta despistadores de torpedo. Estes novos torpedos serão usados exclusivamente pelos novos submarinos previstos no programa, enquanto os restantes submarinos da MB continuarão a usar o Mk.48 [en] norte-americano. Mais tarde a Mectron, empresa controlada pela Odebrecht, esboçou um projeto de torpedo pesado nacional, mas em 2018 já não havia notícias dessa tecnologia desde 2015.

### Infraestrutura

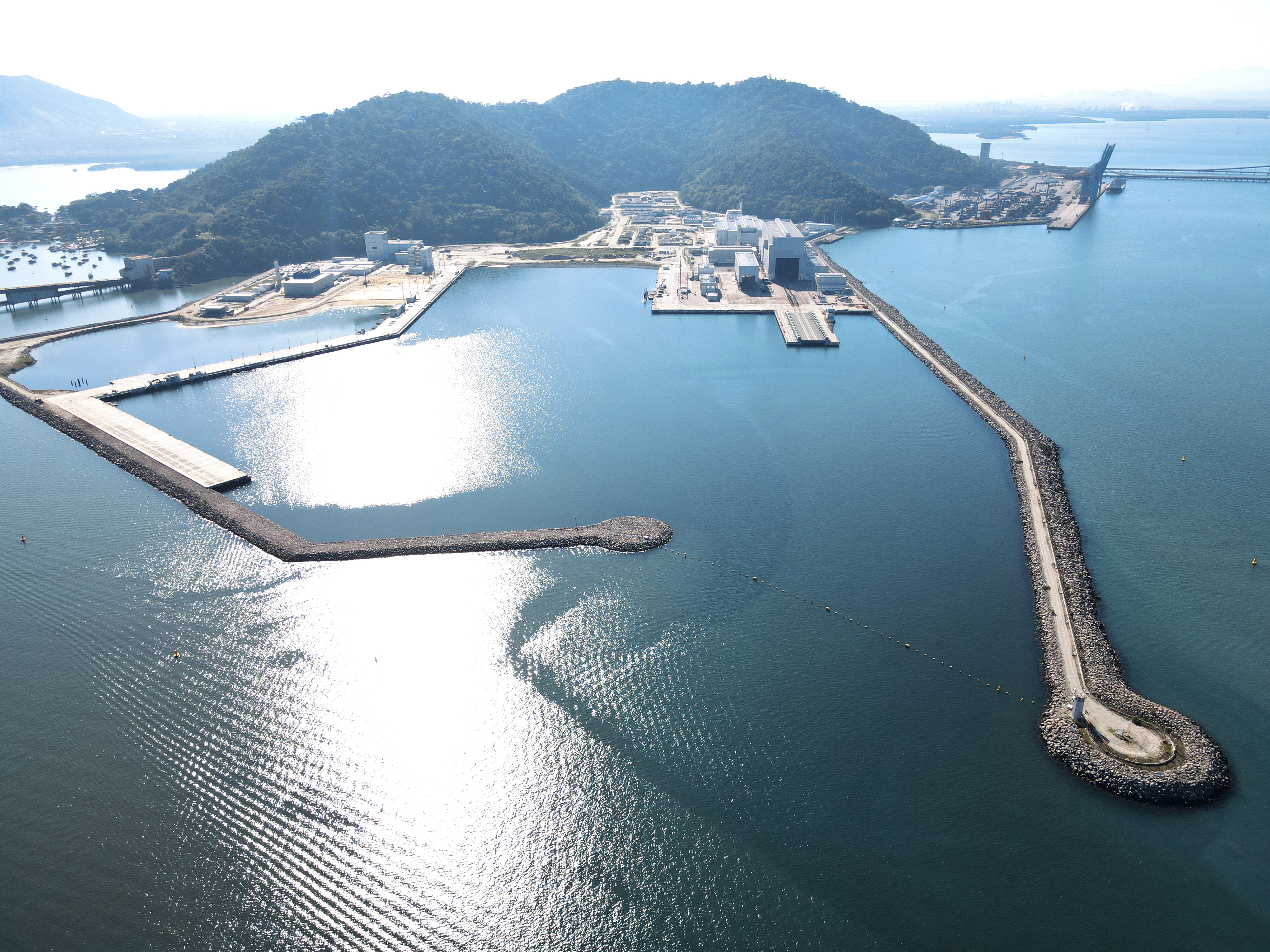
Vista aérea do estaleiro e base naval em Itaguaí

A construção e operação dos submarinos se daria a partir de um novo complexo industrial no município de Itaguaí, Rio de Janeiro. A Odebrecht foi contratada para as obras de um Estaleiro e Base Naval (EBN) e uma Unidade de Fabricação de Estruturas Metálicas (UFEM), com informações técnicas providas pela DCNS dentro do contrato dos submarinos. A base naval foi projetada para ancorar até dez submarinos (seis nucleares e quatro convencionais), um navio de socorro de submarinos, três rebocadores portuários, uma lancha de apoio ao mergulho e uma embarcação de recolhimento de torpedos. O prédio principal do estaleiro de construção acomoda até dois submarinos ao mesmo tempo. O complexo naval é dividido entre a UFEM, a área norte, com instalações administrativas, e a área sul, com os estaleiros e ancoradouros.
A área total é de 750 mil metros quadrados. Um estudo de impacto ambiental concluiu que o projeto afetaria as correntes marítimas, condições de tráfego náutico e ambientes marinhos na área, mas seria ambientalmente viável. A obra é licenciada pelo Instituto Brasileiro do Meio Ambiente e dos Recursos Naturais Renováveis (IBAMA) e o ProSub tem um Plano Básico Ambiental.

### Capacitação

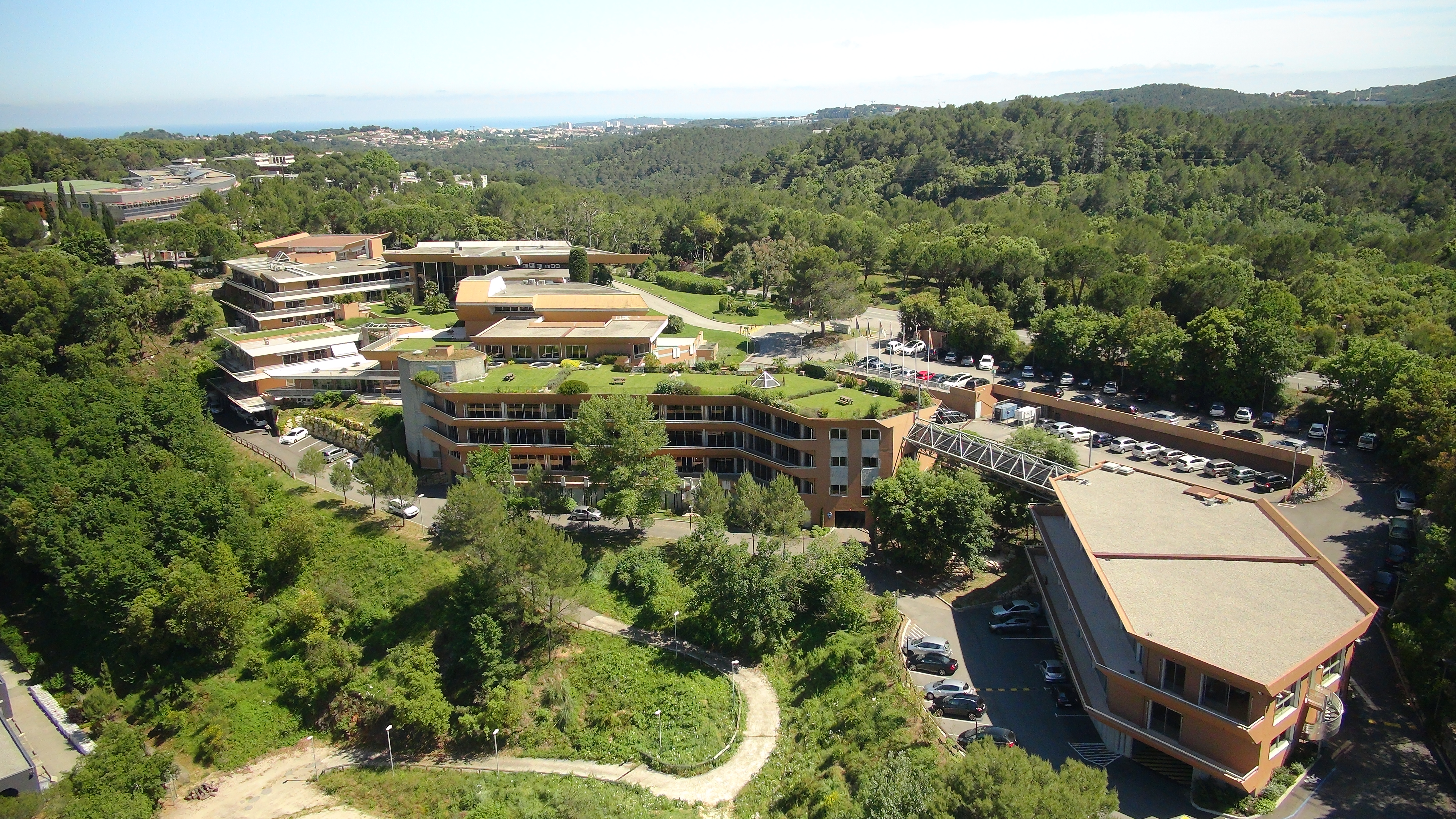
Sede da Sophia Antipolis, onde técnicos brasileiros foram treinados em sistemas de combate

Depois de estipuladas os metas, foi prevista a prestação de Assistência Técnica e a capacitação brasileira para a conceção, projeto, fabricação, operação e manutenção de estruturas e dos próprios submarinos, com ênfase no submarino nuclear. Esta transferência de tecnologia foi definida num contrato de offset, isto é, de vantagens adicionais vinculadas à transferência de equipamento. Foi reunido um grupo de mais de duzentos profissionais da Marinha do Brasil e das empresas Itaguaí Construções Navais (ICN) e NUCLEP que foi enviado até à França para receber o treinamento e instrução necessários à realização do empreendimento. Uma parte dos treinamentos foi feita inicialmente em Cherbourg, onde os engenheiros e técnicos brasileiros acompanharam a construção das seções dianteiras do primeiro submarino do PROSUB, o S-BR1, que se tornaria no S Riachuelo (S-40), e qualificaram-se em diversos tipos de procedimentos, tais como soldagem, conformação de peças, fabricação de estruturas, e outros processos aplicados à construção de submarinos.
A DCNS construiu uma escola dedicada ao projeto de submarinos em Lorient, na qual 31 engenheiros militares e profissionais civis da MB obtiveram uma série de conhecimentos técnicos voltados para o projeto de submarinos. Entre os exercícios de aplicação tecnológica realizados naquela época, foi feito um projeto reduzido de um submarino convencional, um projeto de submarino com propulsão nuclear e estudos iniciais sobre as interfaces de um submarino nuclear. Estes elementos formaram-se ao longo de mais de dois anos. Outras valências adquiridas incluem conhecimentos sobre os sistemas de combate de submarinos, através do parque tecnológico de Sophia Antipolis, onde são fabricados sonares, em Ruelle, onde se encontra a fábrica de equipamentos estratégicos, e em Saint-Tropez, onde está localizada a produção de novo tipo de torpedo a ser empregue pelos submarinos franceses e pelos futuros submarinos brasileiros.
Depois desta fase de capacitação em França, os engenheiros da MB, de volta ao Brasil, ficaram com a responsabilidade de passar os conhecimentos adquiridos e começar com a realização do projeto dos submarinos, contando porém com a assistência técnica da empresa que lhes prestou formação, sendo esta uma das cláusulas do contrato. Esta equipe de pessoal capacitada é composta por cerca de duzentos engenheiros e prevê-se que a equipe chegue aos seiscentos elementos no ponto mais alto do projeto do submarino nuclear. Vários engenheiros e técnicos franceses acompanham também o projeto em vários aspectos, como no fabrico dos cascos resistentes na NUCLEP, na construção e nas atividades da Unidade de Fabricação de Estruturas Metálicas (UFEM), assim como em obras de base naval e estaleiros. Contudo, o desenvolvimento da planta nuclear do futuro submarino nuclear é da exclusiva responsabilidade da Marinha do Brasil, não fazendo parte do ProSub, por isso, nenhum francês se encontra presente neste componente do programa.

### Nacionalização

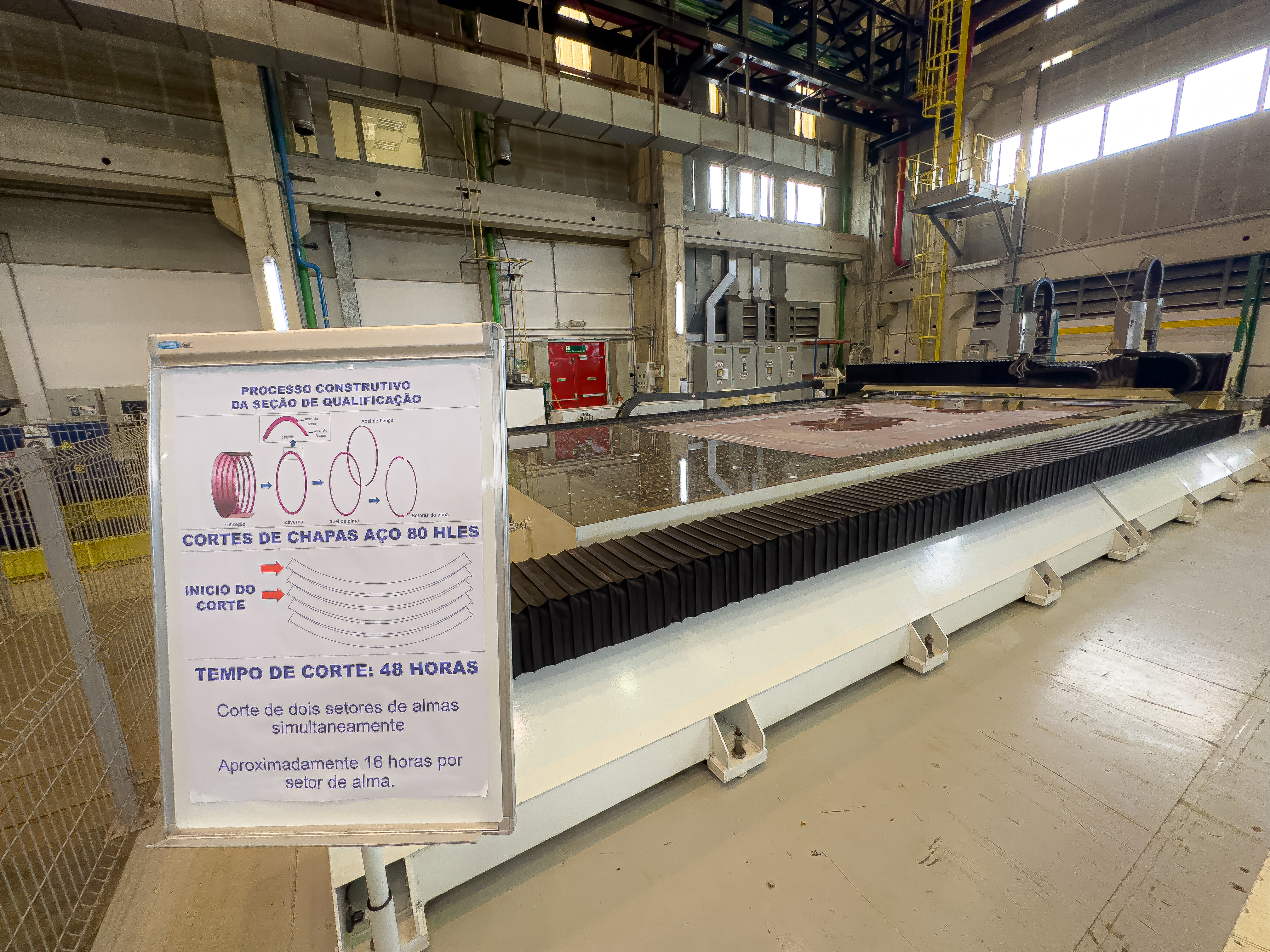
Corte da primeira chapa de aço para a seção de qualificação do Álvaro Alberto

A nacionalização dos componentes do programa engloba cerca de 104 subprojetos e mais de quatrocentos milhões de euros para capacitação de empresas; já a encomenda de sistemas, equipamentos e componentes para a construção dos submarinos convencionais são da ordem dos cem milhões de euros, um valor considerado o mínimo previsto para o submarino nuclear. A gestão foi realizada, em primeiro lugar, numa seleção daquilo que seria viável fabricar a nível nacional. De seguida, o segmento industrial foi convocado para que se avaliasse o que poderia ser produzido no Brasil. Em alguns casos o produto alvo já estava disponível a nível nacional, e noutros foram encontrados produtos similares cujos fornecedores se predispuseram a realizar uma linha separada com as especificações requeridas pela MB.
Para o primeiro submarino convencional, o Riachuelo, o índice de nacionalização de peças foi de 20%, considerado baixo, devido à inexperiência da indústria nacional de defesa. Há um esforço para capacitar os fornecedores a elevar este índice. A nacionalização foi muito maior nas obras de infraestrutura em Itaguaí: para a construção da UFEM, do estaleiro e da base naval, foram envolvidas mais de seiscentas empresas nacionais, com a garantia de nacionalização de 95% dos componentes e dos sistemas.
O modelo de transferência de tecnologia do ProSub foi criticado em alguns pontos pelo TCU, que alertou para a falta de objetivos claros do offset tecnológico e de análise de riscos. O programa não teria levado em conta a baixa capacidade de absorção de tecnologia pela indústria brasileira, deixando-se vulnerável a riscos previstos. Vinte empresas foram selecionadas para um Programa de Nacionalização da Produção, mas apenas quatro delas não eram subsidiárias de fornecedores europeus. Havia risco de perda dos conhecimentos adquiridos. Por outro lado, a implantação da Amazul foi elogiada por evitar a fuga de cérebros.

## Benefícios prometidos
O ProSub já foi chamado de maior aquisição de defesa na história brasileira e "maior programa de capacitação científico-tecnológica
da indústria brasileira de defesa". Seu custo foi estimado em cerca de 23 bilhões de reais em 2018; a título de comparação, o governo brasileiro investiu (diretamente ou por empréstimos) mais de 25 bilhões de reais nas obras de estádios e infraestrutura da Copa do Mundo de 2014. O investimento, para seus proponentes, é em primeiro lugar uma peça estratégica da política de defesa nacional. Em segundo lugar, beneficia a sociedade brasileira como um todo, movimentando a economia e introduzindo tecnologias de uso dual (civil e militar).

### Política de defesa

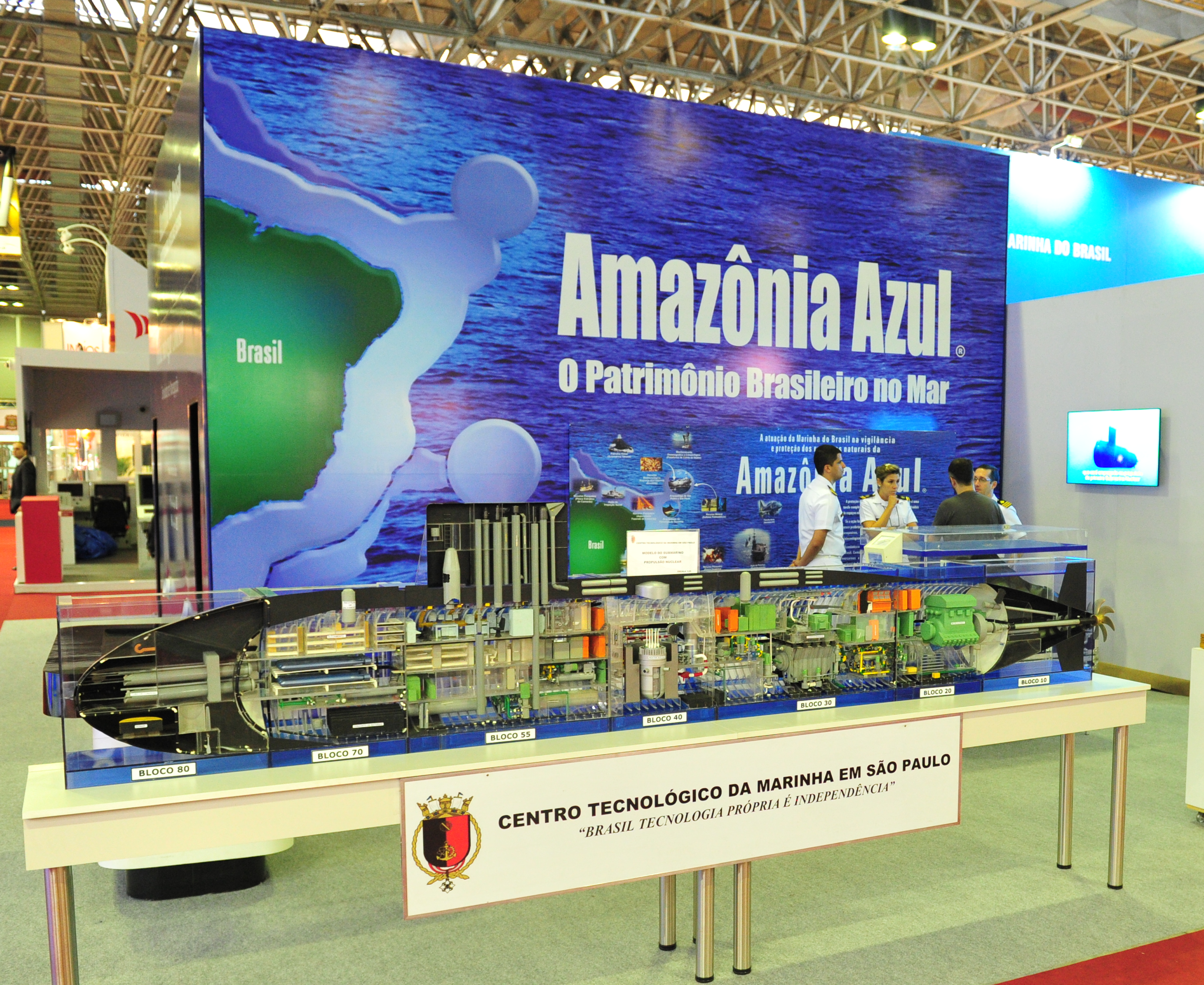
Numa feira de defesa em 2013, um modelo do Álvaro Alberto é apresentado em frente a um cartaz sobre a "Amazônia Azul"

A Estratégia Nacional de Defesa propôs um salto qualitativo nas Forças Armadas para que o país venha a "ocupar o lugar que lhe cabe no mundo". No teatro de operações marítimo, seria preciso dissuadir qualquer concentração de forças hostis nos limites das águas jurisdicionais. Os objetivos operacionais e táticos da Marinha seriam o controle de área marítima, projeção de poder e negação do uso do mar, priorizando-se este último. E "para assegurar o objetivo de negação de uso do mar, o Brasil contará com força submarina de envergadura composta de submarinos convencionais e de submarinos de propulsão nuclear"; o submarino é o instrumento mais fortemente associado à negação do uso do mar.
Na linguagem oficial, o submarino nuclear chega a ser a "força máxima de dissuasão estratégica de nosso país", justificada ao público em termos da defesa da zona econômica exclusiva e plataforma continental do país, a "Amazônia Azul", com todos os seus recursos naturais e linhas de comunicação marítimas. A "Amazônia Azul" é um conceito estratégico e termo de relações públicas introduzido pela Marinha em 2004. Ela evoca um patrimônio natural e a necessidade de defendê-lo, figurando no centro dos argumentos em favor do reaparelhamento naval, incluindo nos submarinos. A maior parte do comércio exterior e extração petrolífera do país dependem do oceano.
Os submarinos convencionais operariam mais perto do litoral, enquanto o nuclear, aproveitando sua mobilidade e autonomia superiores, patrulharia águas mais remotas. O convencional pode ser pensado como um "campo minado móvel", a ser empregado numa estratégia de posição, enquanto o nuclear seria um "navio invisível", veloz e letal, capaz de desempenhar uma estratégia de movimento. Segundo o almirante Flores, o submarino é um "instrumento útil para o poder menor dissuadir o maior, ou defender-se dele". Em várias circunstâncias, e especialmente em desvantagem de forças, a END prevê que os submarinos e aeronaves seriam os primeiros a entrar em combate, deixando os navios de superfície em reserva.

### Desenvolvimento socioeconômico

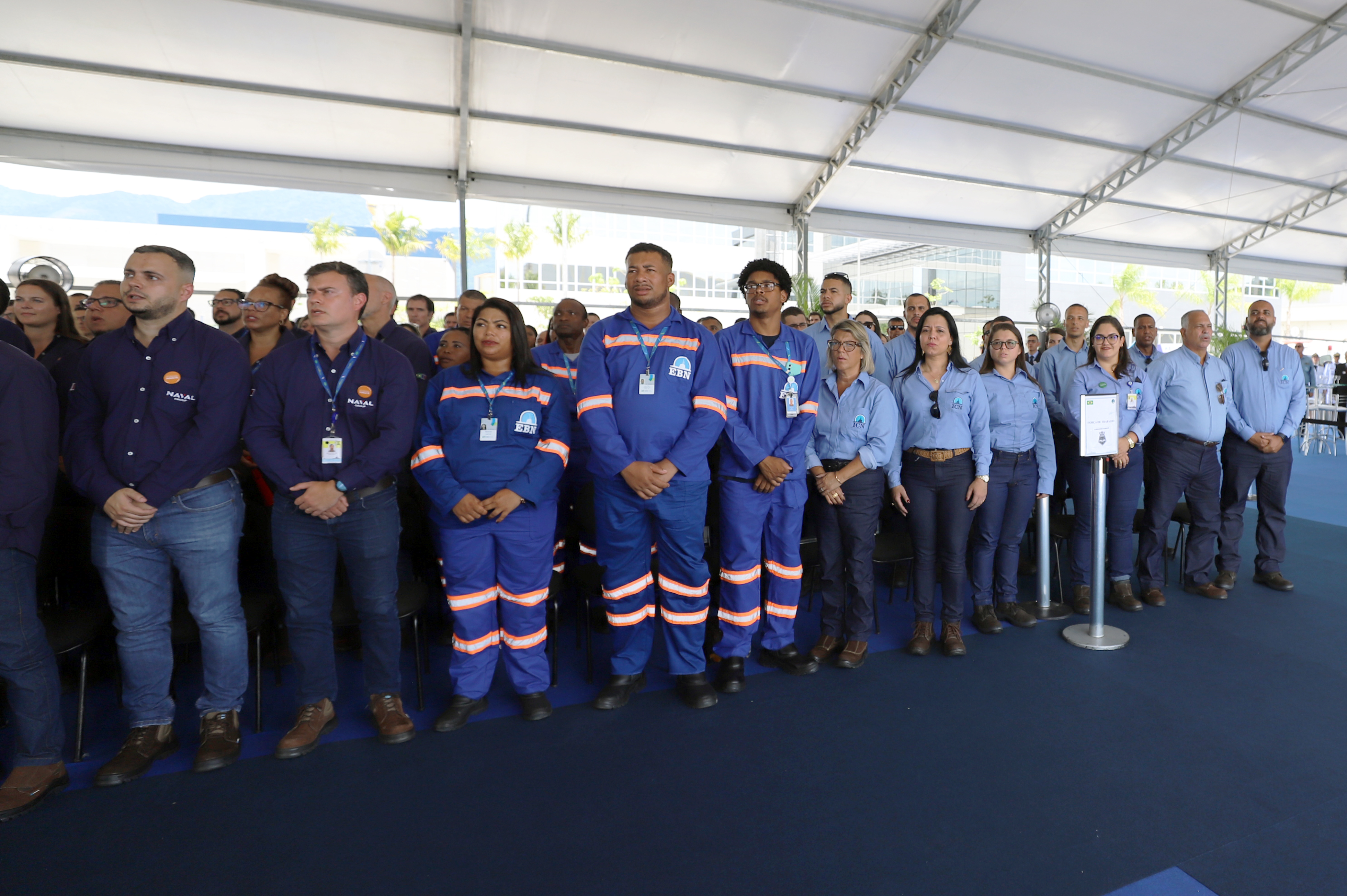
Da esquerda para a direita, trabalhadores da Naval Group, Estaleiro e Base Naval de Itaguaí e Itaguaí Construções Navais

Defesa e desenvolvimento são indissociáveis nos documentos da política de defesa brasileira do período. Nelson Jobim ressaltou a importância estratégica de uma indústria militar com tecnologia autônoma. Para a Marinha, o projeto do submarino nuclear é sua vitrine no setor de ciência e tecnologia. Seus realizadores prometem independência nacional no projeto, construção e até exportação de submarinos, juntamente com um arrasto tecnológico que beneficiará múltiplas indústrias civis.
No foco em nacionalizar componentes, até 2014 o ProSub convidou mais de setecentas empresas brasileiras a participar, incentivando as áreas eletrônica, mecânica pesada, de computação, mecânica de precisão, optrônica, mecatrônica, eletromecânica, metalúrgica, química e nuclear, com benefícios adicionais às indústrias naval e de prospecção de petróleo offshore. Esta mobilização industrial gera milhares de empregos, grande parte deles de elevado nível técnico. Os cálculos da Marinha atribuem ao ciclo completo do ProSub 34 800 vagas de trabalho: 11 539 diretas, 5 442 indiretas e 17 768 induzidas. No auge da obra seriam nove mil empregos diretos e 32 mil indiretos, seguidos por dois mil empregos diretos e oito mil indiretos permanentes na construção naval. Para a população local, o ProSub direcionou vários programas sociais em Itaguaí.

## Discussão e estratégia
A justificativa para o programa do submarino nuclear vem primeiramente da END e dos textos da própria Marinha. Nos primórdios, toda a discussão estratégica ocorreu a círculos fechados, no contexto da ditadura militar, e as medidas aprovadas eram segredo de Estado. Já na era da END, há uma inserção gradual da academia e parcelas da sociedade no debate sobre a defesa nacional. Múltiplos grupos fomentam o programa por motivos diversos, nem sempre conexos ou mesmo compatíveis — estratégicos, burocráticos, tecnológicos e de projeção internacional. Nem mesmo as percepções de ameaça são as mesmas de quando ele foi concebido na Guerra Fria. Para observadores estrangeiros, as motivações podem soar confusas.
A opinião dos especialistas civis em defesa ainda era pouco conhecida em 2014. Um levantamento de quatorze pesquisadores, publicado na Revista Brasileira de Ciências Sociais, observou um apoio majoritário, mas cauteloso e não unânime. Oito consideraram o projeto relevante, cinco fizeram ressalvas e três se declararam contrários, citando a ausência de controle civil, a competição com outras prioridades tecnológicas, a importância mais tecnológica do que militar, os elevados custos de manutenção e a eficácia de outros meios de defesa naval. Os apoiadores argumentaram principalmente sobre o poder de dissuasão, com alguns citando as dimensões da área a defender e a compatibilização do perfil estratégico do país à sua importância econômica. Treze pesquisadores foram otimistas quanto aos ganhos tecnológicos.

### Rejeição da AIP
Uma alternativa tecnológica rejeitada pela Marinha nos anos 2000 foi a propulsão independente do ar (AIP, em inglês). Ela pode ser instalada nos submarinos diesel-elétricos para complementar a tradicional recarga de baterias dependente de ar, incrementando sua autonomia e discrição. Os fornecedores alemães esperavam que o Brasil adquirisse um submarino convencional equipado com um sistema AIP, e foram as principais críticas à rejeição da tecnologia quando houve a opção pela propulsão nuclear. O sistema francês de AIP, o Módulo de Energia Submarina Autônoma (MESMA), foi igualmente rejeitado para a classe Riachuelo, e o espaço aproveitado para armazenar mais mantimentos, combustível e acomodações.
A Marinha argumenta que o AIP não produziria os efeitos desejados no teatro de operações brasileira, mas isto é contestado. As críticas alemãs tinham motivos comerciais, mas a AIP é de fato a tendência mundial entre as marinhas operadoras de submarinos convencionais. Oficiais brasileiros citavam a logística arriscada do hidrogênio utilizado no sistema, mas o plutônio a ser usado no reator nuclear é também perigoso. Para os críticos, a praticidade da AIP torna o submarino nuclear uma mera questão de prestígio tecnológico. Para seus defensores brasileiros, adotar a AIP seria a sentença de morte para o programa nuclear. Em 2003 um almirante da reserva escrevia: "o desenvolvimento de nova tecnologia de propulsão naval — independência do ar, baterias com maior capacidade e durabilidade — não deve ser justificativa para o não prosseguimento ou desaceleração do Programa de Propulsão Nuclear Naval". "Temos que transmitir credibilidade e perseverança no desenvolvimento de tecnologia de ponta, senão seremos vistos como eternos nômades enganados com miragens de oásis, que nunca se tornam realidade".

### Contraoferta alemã
Em 2009 a opção alemã ainda tinha defensores na imprensa e no Congresso, afirmando que os Scorpène franceses seriam inferores aos IKL 209 que o Brasil já possuía e que a HDW oferecera um pacote de submarinos (sem construção de uma base naval) pelo décimo do preço da oferta francesa. A Marinha respondeu que a proposta alemã consistia em apenas dois submarinos convencionais, sem progressão à tecnologia nuclear, e tampouco haveria transferência de tecnologia. O Scorpène "já tem o desenho típico de um submarino nuclear e emprega tecnologia desenvolvida no projeto do submarino Barracuda, a nova classe de submarinos nucleares de ataque franceses, ainda em construção. A Marinha do Brasil dispõe, ainda, de farta documentação que mostra o elevado grau de satisfação da Armada Chilena com os Scorpène convencionais operados por aquele país".
A troca no comando da Marinha, a aproximação entre os governos francês e brasileiro e a falta de apoio do governo alemão aos seus estaleiros foram determinantes na vitória francesa nos bastidores. Segundo o jornalista Alexandre Galante, a retórica do Ministério da Defesa e a Marinha fez pouco caso da relação passada com a Alemanha. Houve transferência de tecnologia alemã para um projeto de submarino (o SNAC-1), mas o processo acabaria interrompido. O ProSub seria uma "reinvenção da roda".

### Custo-benefício

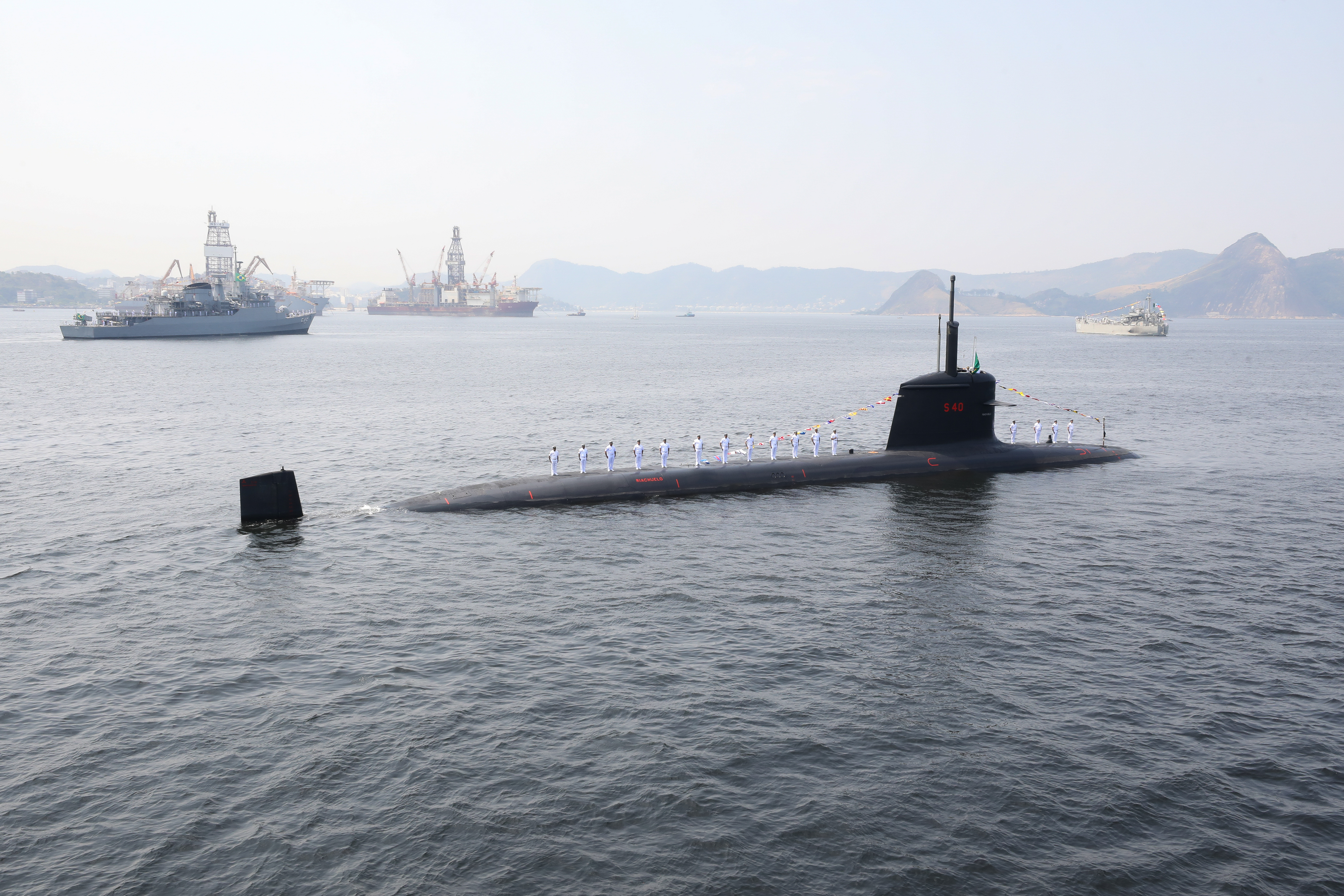
O Riachuelo em meio aos navios de superfície da Esquadra

O que se discute não é tanto as vantagens do submarino nuclear, mas se essas vantagens compensam o investimento necessário. O almirante Vidigal expressou seu receio em 2009 "que, se nós nos direcionarmos somente nesse sentido, outras coisas deixarão de ser feitas. Será que nós temos recursos para olhar a área de mísseis, que cada vez tem um papel mais relevante na guerra no mar? Será que nós vamos ter capacidade para desenvolver o nosso próprio navio-aeródromo, com aviação, se possível, nacional? Ou será que todos os recursos da Marinha vão ficar concentrados nessa única direção? Aí, o submarino nuclear pode ser uma ameaça à Marinha".
O almirante Fragelli, diretor da Cogesn em 2011, afastou o temor lembrando que as verbas eram fornecidas pelo governo federal. Este subsídio foi mais tarde retirado, e em 2014 a imprensa já relatava protestos de setores da Marinha de que o "mega-projeto" "suga recursos de outras áreas — pois não pode haver atraso no pagamento aos franceses. Com isso, ocorrem anomalias, como a falta de dinheiro para manutenção das corvetas". O financiamento, de fato, mostrou-se o maior gargalo do programa.
O efeito dissuasório pretendido só existirá se todos os sistemas, e especialmente o sistema de armas, tiverem disponibilidade e eficácia suficientes. A construção naval é só o primeiro passo: a manutenção será difícil, e sem um funcionamento contínuo da infraestrutura material e humana, ela se degradará. O risco é concreto em vista dos ciclos de atrasos historicamente sofridos pela Marinha. O número de submarinos é outra questão: dificilmente todos estariam disponíveis ao mesmo tempo, pois parte do tempo deve ser passado na base ou em trânsito, originando a máxima: "quem tem só um não tem nenhum". A regra tradicional da estratégia naval é ter um submarino em patrulha, um no porto e um em manutenção. Um especialista citado pela Sputnik reconheceu o ineditismo e o salto tecnológico do programa, mas ponderou: "não acredito que ter somente um submarino nuclear será relevante".
Os contratos de 2009 assumiram o compromisso de construir cinco, mas o PAEMB previa uma frota de 21 submarinos, seis nucleares e quinze convencionais. Neste planejamento o almirantado implicitamente concordou com seus críticos que um único submarino não produziria o efeito desejado. Entretanto, desde 2009 não se fizeram encomendas adicionais. Uma frota de cinco submarinos mantém a Marinha do Brasil na sua média histórica do século XX, quando o número nunca ultrapassou dez unidades em serviço. É um número pequeno para a área de operaçoes. A Marinha Real Australiana, por exemplo, tinha seis submarinos de porte maior que o brasileiro em 2005, e não pensava em usá-los em águas azuis.
Alguns diplomatas brasileiros e representantes americanos desprezam a ambição do submarino nuclear desde a Guerra Fria. Em 2010, telegramas vazados da Embaixada dos Estados Unidos no Brasil mencionaram "elefantes brancos politicamente populares como o submarino movido a energia nuclear"; "essa baleia branca do Brasil pode, no final das contas, encalhar nos recifes de desafios técnicos e excesso de custos", e "um submarino nuclear não melhoraria a segurança do Brasil, mas serviria como um duvidoso impulso para o machismo nacional". A END poderia conduzir a um "buraco negro" orçamentário. Um diplomata estrangeiro, citado em 2021, chegou a tachar o submarino nuclear de "indulgência louca" dos anos pregressos de crescimento econômico na era Lula. Sua comparação era com os estádios construídos para a Copa do Mundo de 2014. Segundo a revista britânica The Economist, muitos veem a ambição do submarino nuclear como algo quixotesco. Em editorial referente à proposta do submarino, o Estado de S. Paulo aceitou a necessidade de reequipar as Forças Armadas, mas "dentro das necessidades de defesa e das possibilidades financeiras do País - e não segundo a envelhecida doutrina do Brasil Potência".
A análise custo-benefício também deve levar em conta a definição do inimigo potencial, a competição dos gastos militares com outras prioridades do orçamento federal e as alternativas para os objetivos oficialmente declarados do programa. Para a defesa de plataformas petrolíferas e patrulha das atividades econômicas nas águas jurisdicionais, um grande número de navios-patrulha poderia ser adquirido por uma fração do preço do submarino nuclear.

### Argumento dos recursos naturais

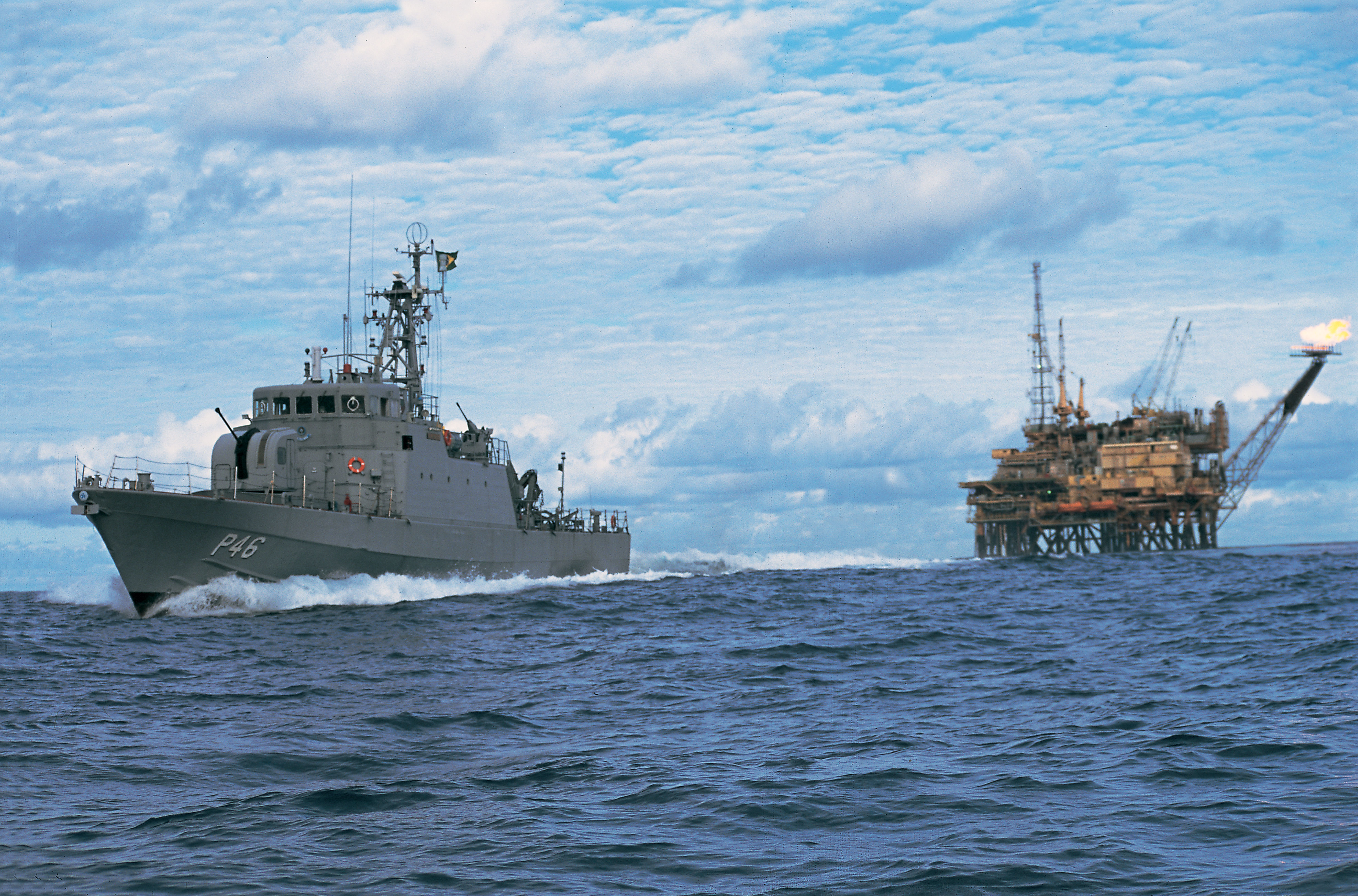
Navio-patrulha Gurupá (P-46) passa por uma plataforma petrolífera

A defesa do petróleo e outros recursos marítimos está no cerne do argumento oficial pelo submarino nuclear. A Marinha aproveitou, desta forma, o interesse crescente na defesa naval depois da descoberta de petróleo no pré-sal. O que atrai o comando naval é a possibilidade de patrulhas longas e silenciosas; o almirante Moura Neto ressaltou que um submarino é invisível a satélites. A Marinha do Brasil, além de marinha convencional, serve de guarda costeira, responsável por reprimir a pesca ilegal e outros ilícitos nas águas jurisdicionais.
Não está claro o que um submarino nuclear faria depois de encontrar um barco de pesca ilegal ou ameaça a uma plataforma petrolífera. O submarino é um instrumento muito nobre para tal atividade, e um ataque direto seria completamente desproporcional. Na prática, o máximo que ele faria seria alertar os meios de superfície. Alguns oficiais,  meios de comunicação e observadores estrangeiros questionam se o submarino seria o meio mais adequado à defesa do petróleo e outros recursos, apresentando alternativas como navios de superfície e aeronaves de patrulha. Um acadêmico brasileiro concluiu que a explicação dos recursos naturais é mais um esforço de propaganda do que o objetivo real do programa.

### Inimigo indefinido
Houve pouco ou nenhum debate público sobre qual inimigo precisaria ser dissuadido pelo submarino nuclear brasileiro, como observou a revista do Instituto Naval dos Estados Unidos. O Brasil não tem inimigo claro no Atlântico Sul. Lideranças brasileiras apresentam este oceano como uma área potencialmente em risco, mas a política de defesa é genérica: a END não nomeia um país oponente. Á época da assinatura dos contratos, a justificativa oficial foi a defesa das plataformas petrolíferas contra atentados terroristas, aproveitando o cenário internacional da Guerra ao Terror. Isto retomaria o problema da adequação ao objetivo: segundo O Estado de S. Paulo, os "submarinos nucleares, para um país como o Brasil, que tem extenso litoral, são armas de dissuasão que fazem a primeira linha de defesa em conflitos interestatais. Se é para proteger as instalações petrolíferas de terroristas, o Brasil precisa de embarcações de superfície, leves e velozes".
Alguns especialistas sugerem ameaças de potências extrarregionais, inclusive pelas propostas de extensão das atividades da Organização do Tratado do Atlântico Norte (OTAN) para o sul. Associado à OTAN, alguns especialistas em defesa e partes da opinião pública viam ameaças nos Estados Unidos, que haviam reativado sua Quarta Frota em 2008. De qualquer maneira, seria difícil que a intenção fosse guerrear contra as capacidades americanas de guerra antissubmarino. Outros analistas especularam de uma reação ao reaparelhamento militar da Venezuela, iniciado em 2006. Nelson Jobim negou que houvesse uma corrida armamentista em curso. Investir em submarinos não é a regra entre as marinhas sul-americanas do início do século XXI. É difícil justificar aos políticos civis um instrumento bélico caro e especializado em cenários improváveis a curto prazo. A maioria das forças submarinas regionais contenta-se com seus modelos construídos na Guerra Fria.
Há precedentes para um país buscar capacidades militares navais sem especificar qual outro país seria ameaçador, e no pós-Guerra Fria o pensamento naval brasileiro substituiu as "hipóteses de guerra" pelas "vulnerabilidades estratégicas", aplicáveis a qualquer inimigo externo. Com décadas de antecedência, não é possível saber qual inimigo apareceria. Para especialistas brasileiros, a defesa dos oito mil quilômetros de litoral é um imperativo imutável. As grandes potências teriam que atacar pelo mar, e travar as batalhas longe da costa protege a economia e a população. Isto seria especialmente verdadeiro para enfrentar outro país com submarinos nucleares, pois o submarino é ideal para dissuadir outros submarinos.

### Projeção internacional

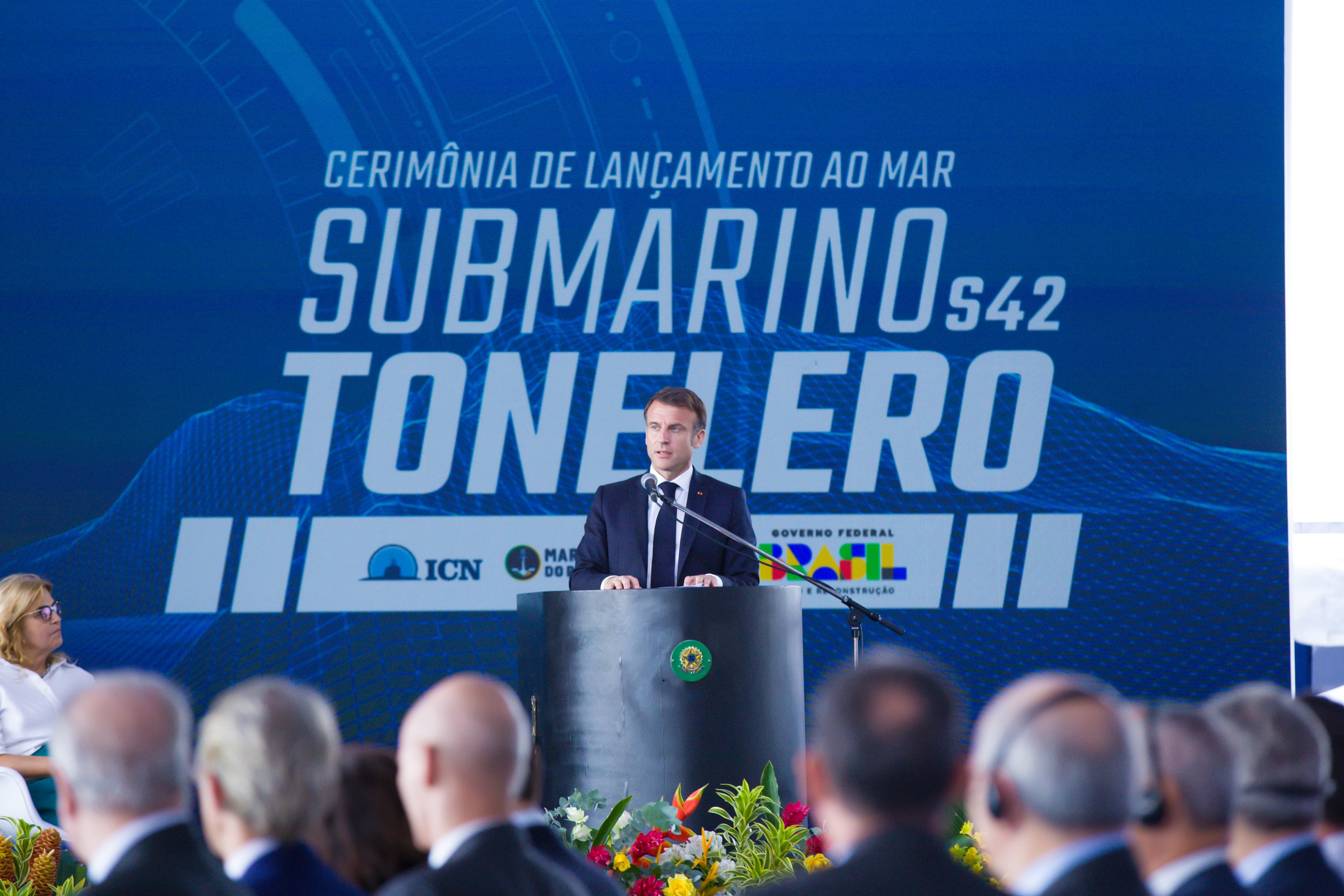
Presidente francês Emmanuel Macron no lançamento ao mar do Tonelero em 2024

O ProSub é revelador da percepção brasileira do sistema internacional e de seu lugar dentro dele. Nenhuma explicação é suficiente sem a política externa: os documentos de defesa fazem da força militar moderna um prerrequisito para o protagonismo internacional do país. O sucesso do programa incluiria o Brasil no seleto grupo dos países capazes de construir submarinos nucleares, que são justamente os integrantes do Conselho de Segurança das Nações Unidas: Estados Unidos, Reino Unido, França, Rússia e China. O único operador fora do Conselho é a Índia, e a Austrália tem planos de aquisição. Se o Álvaro Alberto for concluído mais cedo que o programa australiano, o Brasil se tornará o primeiro país sem armamento nuclear a operar um submarino desse tipo.
Um submarino nuclear é uma arma de prestígio, capaz de projetar poder em águas azuis, distantes do litoral brasileiro. Não havia necessidade clara de operações distantes no momento da aquisição, mas elas poderiam aparecer nas décadas de vida útil da embarcação — por exemplo, no litoral africano do Atlântico Sul, onde o Brasil já busca proximidade com as marinhas locais. Um perito militar russo avaliou que o Brasil olhava décadas à frente com o projeto e exigia "o seu direito de participar da geopolítica em pé de igualdade com outros players mundiais". A França estava ciente das implicações políticas e estratégicas de transferir tecnologia a uma potência hemisférica; o reaparelhamento naval proposto na END poderia representar o abandono do equilíbrio naval na América do Sul e a busca da hegemonia.

### Interesses internos

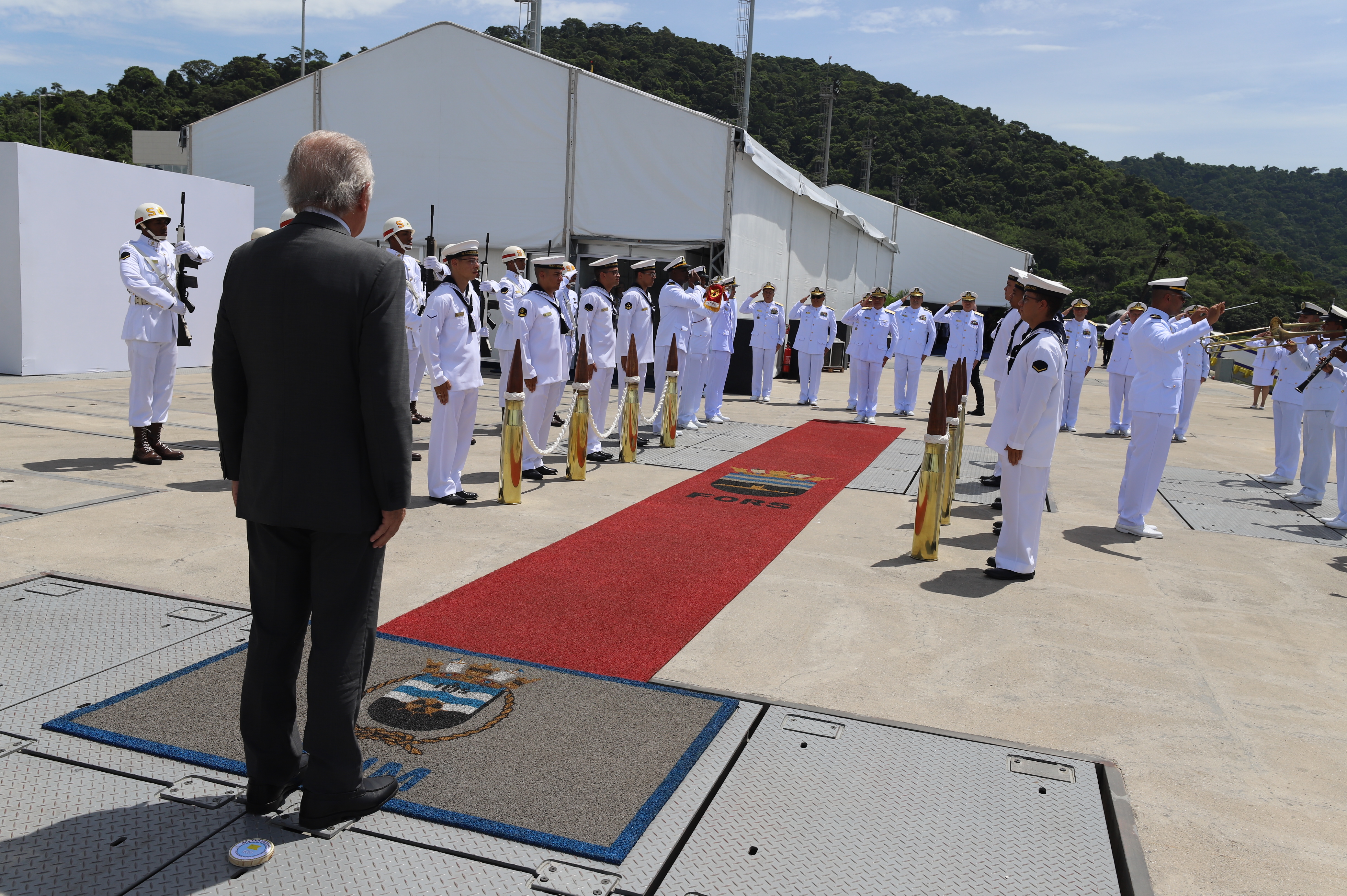
O ministro da Defesa José Múcio é recebido por almirantes no comissionamento do Humaitá em 2024

A segurança e as ameaças não explicam, por si só, a persistência do programa do submarino desde os anos 1970, e há que se reconhecer elementos de orgulho nacional e inércia institucional. Ele é "o projeto primário da Marinha", e para muitos engenheiros navais, seu único projeto, que, segundo o almirante Vidigal, tornou-se "nosso objetivo supremo". A instituição "transformou o submarino nuclear em um símbolo, e quem for contra esse símbolo vai encontrar uma séria oposição na Marinha". Mas historicamente há sim oposição interna, que chegou ao ápice nos anos 1990, quando a competição pelo orçamento e recursos humanos foi mais acirrada.
Nas relações civil-militares, o programa seria uma plataforma para uma nova aliança dentro do Estado, na qual o tripé defesa/desenvolvimento/inovação se torna uma garantia de recursos para o reaparelhamento naval. Na dinâmica militar interna, o "efeito belonave" poderia induzir transformações na instituição inteira, no que já foi chamado de "missão francesa da Marinha do Brasil", em alusão à missão recebida pelo Exército Brasileiro ao início do século XX. A escala da ambição é comparável à da aquisição dos couraçados da classe Minas Geraes, um século antes. Na melhor das hipóteses, o submarino nuclear pode ser um ímpeto para aquisições complementares, renovando toda a Esquadra; na pior, construiria "ilhas de tecnologia avançada num oceano de equipamentos obsoletos e inócuos". Segundo analistas militares russos do portal Lenta.ru, apesar "da ausência de razões militares para a realização do projeto de criação da frota submarina, ele não deixa de ter bases políticas e econômicas".

### Não-proliferação nuclear

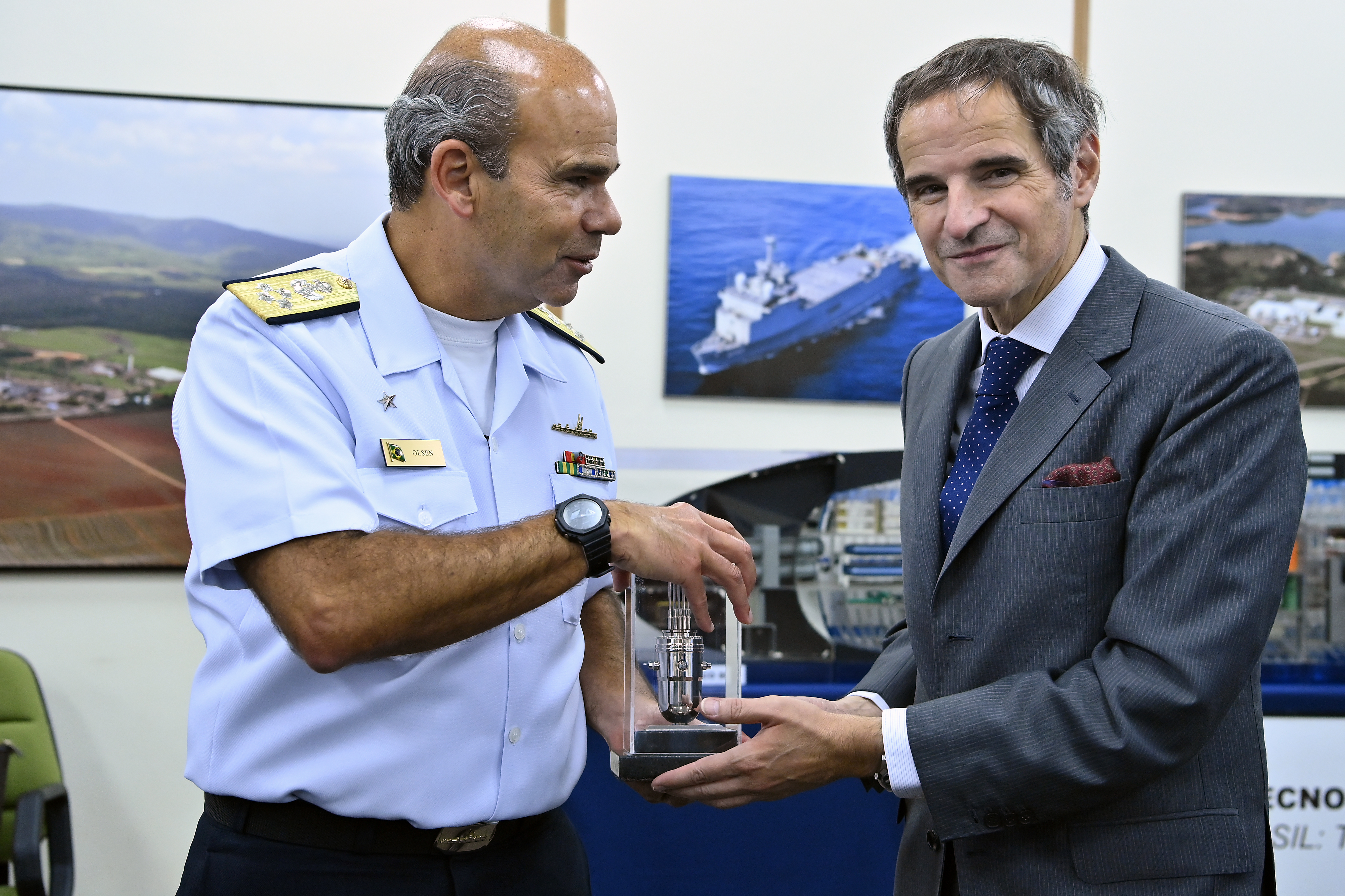
Rafael Grossi, diretor da AIEA, recebe do almirante Marcos Sampaio Olsen um modelo do reator nuclear do Álvaro Alberto

O programa nuclear brasileiro, incluindo o militar, está sujeito a salvaguardas da IAEA e inspeções da Agência Brasileiro-Argentina de Contabilidade e Controle de Materiais Nucleares (ABACC). A Constituição brasileira limita o uso da tecnologia nuclear a fins pacíficos, e os militares entendem que um submarino de propulsão nuclear e armamento convencional, ao dissuadir um possível inimigo de começar uma guerra, pode ser entendido como fim pacífico. As salvaguardas para as futuras reservas de combustível do submarino nuclear ainda não foram negociadas, e o desafio técnico será criar um protocolo que dê segurança às entidades internacionais sem revelar segredos tecnológicos.
Esta política oficial brasileira não extingue completamente as dúvidas de observadores estrangeiros, alguns dos quais temem que o programa do submarino nuclear seja um pretexto para a latência nuclear ou mesmo a produção de armas nucleares. O Boletim dos Cientistas Atômicos da Universidade de Chicago ressalvou em 2019 que "o Brasil trabalha para manter sua reputação de ator responsável entre as instituições de não-proliferação nuclear", mas notou a interpretação de alguns especialistas brasileiros de que a função do submarino nuclear será esmaecer a distinção entre as potências nucleares e não-nucleares.

## Orçamento e execução
Porcentagem do valor dos contratos do ProSub
Os contratos assinados em 2009 somavam um valor de 6.690.333.000,00 euros, o equivalente a 32 bilhões de reais. 4,3 bilhões de euros seriam cobertos por um crédito contraído junto aos bancos BNP Paribas, Société Générale, Calyon, Credit Industriel et Commercial, Natixis e Santander. O Senado autorizou o crédito pela Resolução 23/2009. Em audiência no Congresso, o ministro da Defesa prometeu que o valor seria pago até 2029. O submarino nuclear, prometia-se, estaria pronto em 2020. O TCU apontou que o programa tem elevado custo de oportunidade e uma eventual paralisação traria grave dano financeiro, devido aos juros sobre os contratos de financiamento internacional, e perdas intangíveis de seus resultados.
Este investimento teria pela frente desafios financeiros, políticos e técnicos; alguns observadores eram céticos de que as verbas seriam suficientes para atender ao cronograma, e outros, de que haveria capacidade tecnológica. Os especialistas técnicos brasileiros são mais confiantes, e julgam que o maior gargalo é a vontade política. Para o jornalista Guilherme Poggio, o ProSub seria só mais uma etapa de um "constante replanejamento", no qual as metas do SNAC-I e SMB-10 foram perdidas no meio das oscilações do orçamento. Sem o convencimento da opinião pública, o novo programa cairia no mesmo ciclo. A Marinha parecia estar ciente disso e corria para apresentar as vantagens do programa.
Nos primeiros anos, a economia brasileira estava numa boa fase de crescimento e o programa chegou a um orçamento anual de quase quatro bilhões de reais. A partir de 2011 a Marinha dilatou os prazos de pagamento, e portanto de entrega dos submarinos, além de simplificar o projeto do Estaleiro e Base Naval. O ProSub foi incluído no Programa de Aceleração do Crescimento (PAC), mas isto não o poupou da crise econômica de 2014. O orçamento não tinha mais espaço sobrando para o investimento militar, e as demandas para gastos não-militares como saúde, educação e transportes eram muito maiores, como seria visto a partir das Jornadas de Junho.
O orçamento do ProSub despencou para cerca de 1,5 bilhão de reais em 2015–2016. Os cortes repetidamente atrasaram os cronogramas. No mesmo período, o programa foi alvo de investigações por corrupção, mas a Marinha nega que elas tenham relação com os atrasos. Ainda houve uma política de sustentar o programa "a qualquer custo" até 2018, quando ele foi despriorizado para investir na recuperação dos meios de superfície. O orçamento recuperou e se estabilizou no patamar dos dois bilhões de reais ao ano.
Até 2023 foram gastos 40 bilhões de reais e o governo negociava com a França um pacote com mais 25 bilhões.Em 2025 havia cronogramas para entregar o submarino nuclear até 2034 ou 2035, mas almirantes projetaram que, sem um aporte adicional de um bilhão ao ano, a meta poderia ser postergada para 2040 ou além. A indústria brasileira ainda não consegue fornecer algumas tecnologias críticas, e este é um obstáculo geopolítico e não só técnico, confrontando os interesses estratégicos dos atuais operadores de submarinos nucleares. Segundo o almirante Marcos Sampaio Olsen, diretor-geral da DGDTNM em 2022, "a minha maior preocupação diz respeito ao acesso a tecnologias sensíveis. Os Estados Unidos interferem não só com relação àquelas encomendas a empresas americanas, mas a de outros países".

### Obras em Itaguaí
A construção do Estaleiro e Base Naval em Itaguaí teve início no primeiro trimestre de 2010 e exigiu grandes escavações, drenagens e aterros, movimentando 300 mil metros cúbicos de terra e rocha. A Unidade de Fabricação de Estruturas Metálicas foi inaugurada em 2013, seguida pelo prédio principal do estaleiro de construção, em 2014, e a transferência da sede do Comando da Força de Submarinos para o complexo em 2021. A conclusão estava prevista para 2021 em 2019, mais tarde adiada para 2025, e em 2024 já estava prevista para 2031. A construção chegou à meta física de 77% em abril de 2024.

### Construção dos S-BR

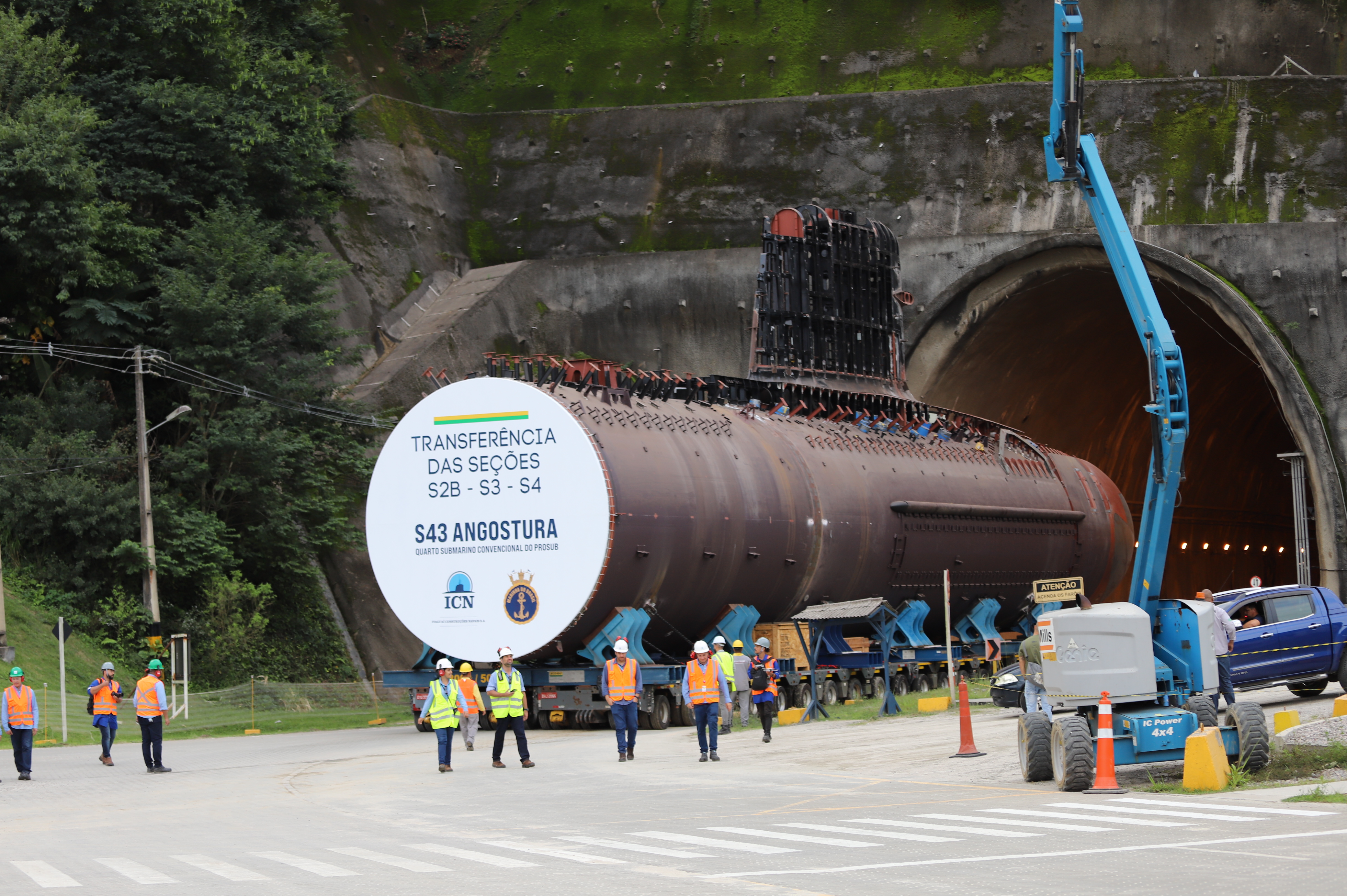
Transferência de seções do Angostura, atual Almirante Karam (S-43), pelo túnel do Complexo Naval de Itaguaí

Cada submarino deve ser lançado ao mar e submetido a testes de porto e de mar antes do comissionamento no setor operativo da Esquadra. Por inexperiência da indústria brasileira, duas seções do casco foram construídas na França e entregues a Itaguaí em 2013. Os demais cascos foram todos construídos no Brasil. No cronograma original, os quatro submarinos convencionais do contrato seriam lançados ao mar em 2015, 2017, 2019 e 2021. Os S-BR sofreram uma média de 24 a 30 meses de atraso e alcançaram a meta física de 93,3% em 2024. O progresso em cada unidade é discriminado a seguir:
- Riachuelo (S-40): lançado em 2018 e incorporado em 2022[207]
- Humaitá (S-41): lançado em 2020 e incorporado em 2023[207]
- Tonelero (S-42): lançado em 2024, em fase de testes[217]
- Almirante Karam (S-43), antigo Angostura:[207] em fase final de construção em 2024, com previsão de entrega para o final de 2025[217]

A baixa dos velhos submarinos de projeto alemão já está em curso, começando pelo Tamoio (S-31), Timbira (S-32) e Tapajó (S-33) em 2023.

### Projeto do SN-BR

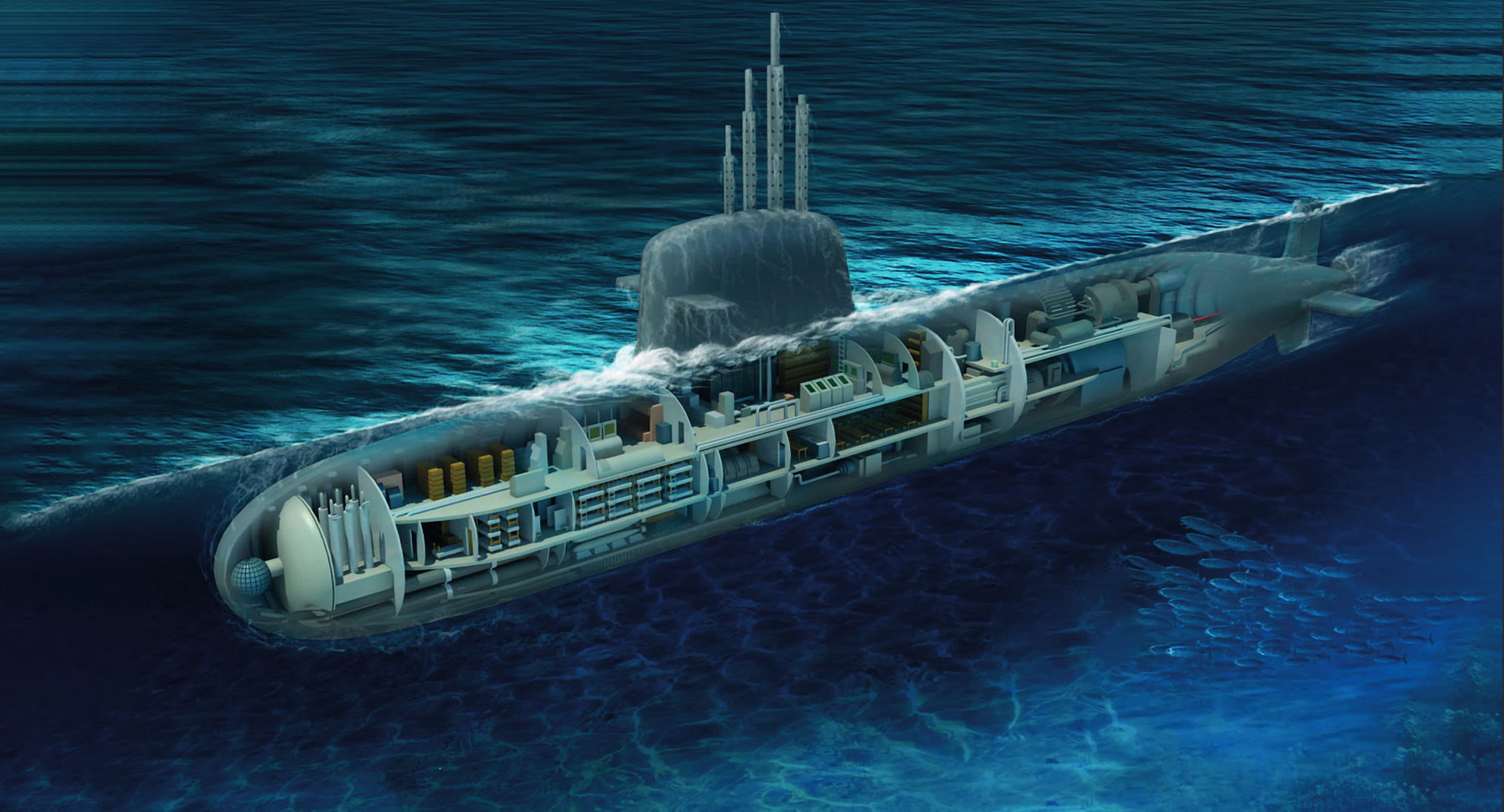
Representação artística do interior do Álvaro Alberto

O desenho do Álvaro Alberto teve início em julho de 2012, no Escritório Técnico de Projeto da Cogesn, no Centro Tecnológico da Marinha em São Paulo (CTMSP). A concepção e os estudos de exequibilidade foram encerrados em julho de 2013, e o projeto preliminar em 2017, passando-se ao projeto detalhado. O primeiro cronograma era para o início da construção em 2016 e conclusão em 2020. Mais tarde o início da construção do casco foi adiado para 2025, o lançamento para 2033 e a entrega para 2036, no cronograma disponível em 2024. As primeiras chapas de aço prensado forma contratadas em 2022, Centenas de engenheiros já trabalham no projeto dos componentes. Conforme o Relatório de Gestão do Comando da Marinha, até 2024 cumpriram-se 27,1% da meta.
O projeto de um submarino nuclear compreende 800 a 900 mil peças, embora nem todas precisem ser catalogadas e controladas logisticamente. Em comparação, um carro tem cerca de três mil peças, um avião comercial de última geração, 150 mil, e o Sistema de Informações Gerenciais de Abastecimento da Marinha do Brasil (SINGRA) cadastrava cerca de 410 mil itens em 2014. Por este motivo o almirante Arthou, gerente da construção do Estaleiro e Base Naval, chamou o submarino nuclear de "bem mais complexo que se pode produzir no mundo". Isto explica parte da disparidade com as promessas iniciais: em países com um corpo de engenheiros experiente, um prazo razoável para o projeto e construção é de 15 a 20 anos. O cultivo deste corpo, em condições brasileiras, acrescentaria cinco a sete anos ao cronograma.
Ainda há desafios tecnológicos: o ciclo do combustível nuclear já é um problema superado, mas falta dominar a miniaturização e integração do reator. Desde 2008 o trabalho no PNM tem continuado no Labgene, a primeira planta com um reator nuclear de alta potência construída no Brasil. Conceptualmente, é um protótipo com capacidade para gerar a energia necessária para mover um submarino e alimentar os demais sistemas do submarino. Apesar de ter sido produzido em terra, o Labgene procura reproduzir e validar as condições e ensaiar as situações operacionais pelas quais o reator nuclear do submarino irá passar.

### Acusações de corrupção

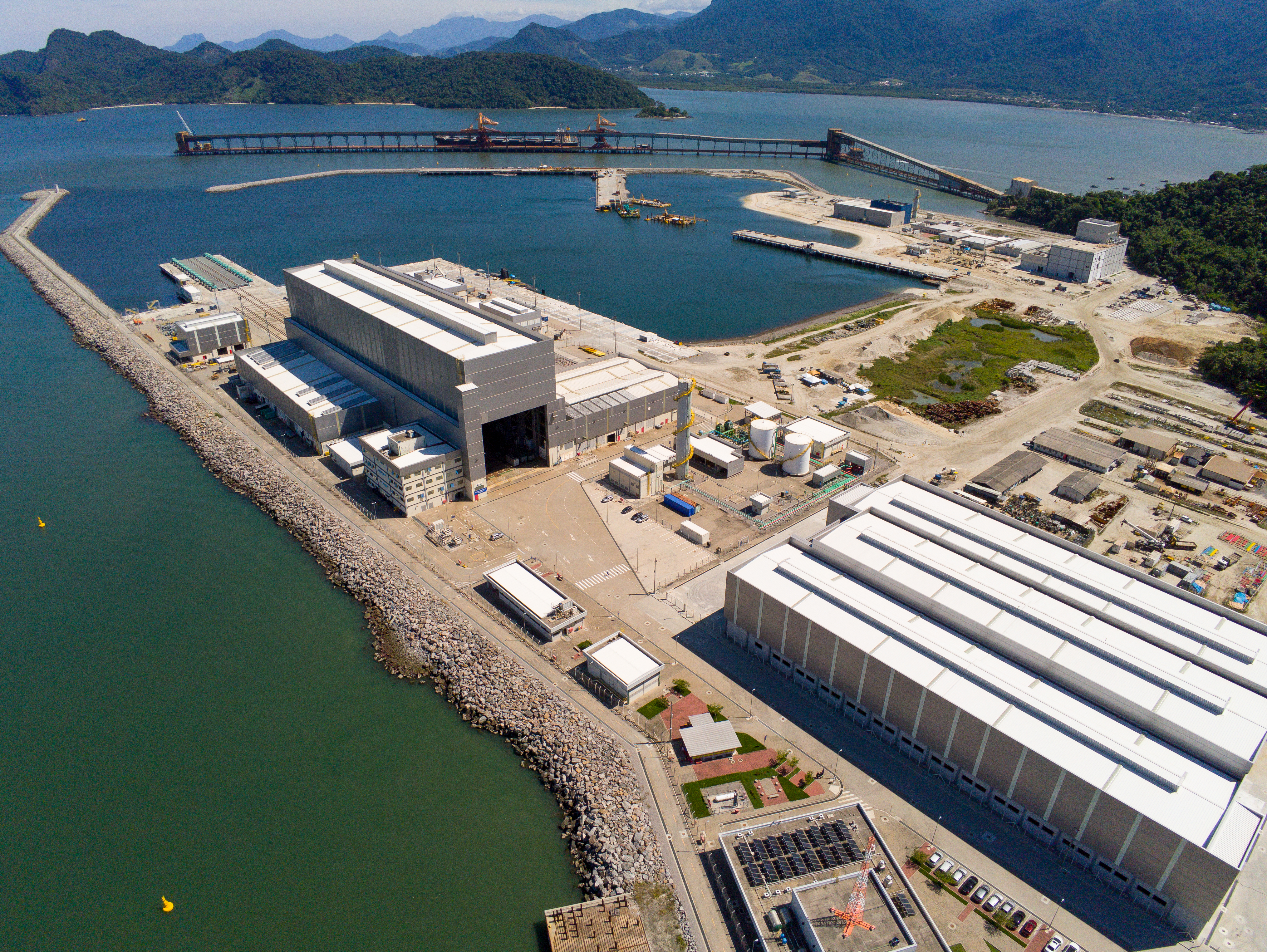
Obras da área sul do Complexo Naval de Itaguaí em 2020

As investigações de corrupção da Operação Lava Jato alcançaram a Odebrecht, uma das principais empresas do programa. Segundo o ex-presidente da empresa Marcelo Odebrecht, a DCNS convidou sua parceira brasileira depois de fechar acordo com a Marinha, mas impôs a condição do pagamento de propina ao lobista José Amaro Ramos, por ter "atuado como um consultor pra apoiar a conquista do contrato". No orçamento do ProSub já teriam vindo embutidos 70 milhões de euros de propina. Parte desse montante, segundo as delações, foi transferida ao partido governante na época (o Partido dos Trabalhadores) e parte a um militar da reserva, identificado apenas como "almirante Braga". Este teria repassado os valores às viúvas de almirantes envolvidos no programa nas décadas anteriores. Os acusados negaram sua participação, e a Marinha afirmou também desconhecer a existência de um "almirante Braga".
À época a imprensa também mencionou as acusações de corrupção da DCNS na Índia e Malásia e o fato dela ter sido escolhida sem licitação, o que foi criticado pelos concorrentes quando os contratos foram assinados. Segundo a Marinha, uma licitação exigiria quebrar o sigilo do projeto, e portanto, a instituição deixou os franceses escolherem seu sócio brasileiro. A instituição "recusou-se, sequer, a indicar as empresas possíveis, haja vista que qualquer indicação seria inevitavelmente uma fonte de controvérsias futuras".
Na construção do Estaleiro e Base Naval houve também suspeitas de sobrepreços e outras irregularidades, que foram investigadas pelo TCU e o Ministério Público Federal (MPF). A Marinha se pronunciou notando que o programa foi monitorado desde o início pelo TCU e as auditorias internas, apoiadas por organizações independentes, não apuraram irregularidades. A instituição também negou que as acusações tenham atrasado o cronograma. Segundo a auditoria do programa pelo TCU, comprovaram-se a legalidade e uso regular dos recursos financeiros.

### Caso de espionagem
Em março de 2022 o New York Times noticiou que um funcionário da Marinha dos Estados Unidos e sua esposa haviam abordado a embaixada brasileira em Washington com uma oferta de venda de segredos nucleares sobre os submarinos da classe Virginia. As autoridades brasileiras teriam então informado o FBI, que investigou o caso, culminando na prisão do casal por espionagem, e eles se declararam culpados. Os governos brasileiro e americano não confirmaram nem negaram a informação.

### Citações
1. 1 2 3 4 5  Rittner (2025).
2. 1 2 3 4 5 6 7  Corrêa (2013).
3. ↑  Moura (2022), p. 680-681.
4. ↑  Ribeiro (2020), p. 44.
5. 1 2 3  Galante (2016).
6. ↑  Moura (2022), p. 682-686.
7. 1 2  ProSub, Finalidade (s/d).
8. 1 2  Andrade et al. (2018), p. 21.
9. 1 2  Souza (2018), p. 139-140.
10. 1 2 3  Andrade et al. (2018), p. 22.
11. 1 2  Martini (2018).
12. ↑  David (2024), p. 134.
13. 1 2  David (2024), p. 135.
14. ↑  Moura (2022), p. 684.
15. ↑  Moura (2023), p. 72.
16. 1 2  Moura (2023), p. 71-75.
17. ↑  Moura (2012), p. 54-55.
18. ↑  Global Security, SNA (s/d).
19. ↑  Moura (2012), p. 80-81.
20. ↑  Patti (2021), p. 209.
21. ↑  Silva & Moura (2016), p. 619.
22. 1 2  Poggio (2009).
23. ↑  Galante & Martini (2017–2018), Parte 1.
24. ↑  Moura (2022), p. 681.
25. ↑  Cabral (2022), p. 473.
26. 1 2 3  Galante & Martini (2017–2018), Parte 4.
27. ↑  Martins (2006), p. 81-82.
28. ↑  Moura (2012), p. 78.
29. ↑  Martins (2006), p. 81-83, 98-99.
30. 1 2  Martins (2011), p. 302.
31. ↑  Martins (2006), p. 82.
32. ↑  Silva & Moura (2016), p. 619-620.
33. ↑  Svartman & Pivatto (2021), p. 182.
34. ↑  Martins (2014), p. 131.
35. 1 2  Svartman & Pivatto (2012), p. 175-176.
36. 1 2  David (2024), p. 137-138.
37. 1 2  Kassenova (2014), p. 35.
38. ↑  Corrêa (2009), p. 92.
39. ↑  Martins (2011), p. 299.
40. ↑  Poder Naval (2011).
41. ↑  Gielow (2022).
42. ↑  Corrêa (2016), p. 182.
43. ↑  Corrêa (2016), p. 207, 444.
44. ↑  Martins (2011), p. 277.
45. ↑  Martins (2011), p. 308.
46. ↑  Silva & Moura (2016), p. 629-630.
47. ↑  Silva & Moura (2016), p. 617.
48. 1 2  Martins (2011), p. 278-281.
49. ↑  Martins (2011), p. 281.
50. ↑  Patti (2021), p. 117, 252.
51. ↑  Corrêa (2009), p. 55.
52. ↑  Martins (2011), p. 281-282.
53. ↑  Sá (2015), p. 13.
54. ↑  Patti (2021), p. 111-123.
55. ↑  David (2024), p. 69-71.
56. ↑  Sá (2015), p. 7-8.
57. ↑  Val (2014), p. 104.
58. 1 2  Patti (2021), p. 122.
59. ↑  Martins (2011), p. 288, 308.
60. ↑  Martins (2011), p. 285.
61. ↑  Corrêa (2009), p. 153.
62. ↑  Patti (2021), p. 119.
63. ↑  Sá (2015), p. 9.
64. ↑  Martins (2011), p. 278.
65. ↑  Guizzo (2006), p. 1.
66. ↑  Guizzo (2006), p. 6.
67. ↑  Sá (2015), p. 8-9.
68. ↑  Corrêa (2009), p. 169.
69. ↑  Sá (2015), p. 14.
70. ↑  Moura (2012), p. 123.
71. 1 2  Galante & Martini (2017–2018), Parte 5.
72. 1 2  Val (2014), p. 104-105.
73. 1 2  Vilardaga (2018).
74. 1 2 3 4 5 6 7 8 9 10 11 12 13 14 15 16 17 18  Galante & Martini (2017–2018), Última parte.
75. 1 2 3 4  Galante (2008a).
76. ↑  Freitas (2011), p. 56,58-59.
77. ↑  Freitas (2011), p. 60-61.
78. ↑  Corrêa (2009), p. 136.
79. ↑  Martins (2014), p. 134.
80. ↑  Corrêa (2009), p. 167.
81. ↑  Martins (2011), p. 292-293.
82. 1 2  Godoy & Monteiro (2006).
83. ↑  Silva & Moura (2016), p. 618, 624.
84. 1 2  Kassenova (2014), p. 28.
85. 1 2  ProSub, Perguntas (s/d).
86. 1 2 3 4 5  Salles & Galante (2023), p. 31.
87. 1 2  Silva & Moura (2016), p. 625-626.
88. ↑  Martins (2011), p. 307.
89. ↑  Lopes (2014), p. 119-123.
90. 1 2 3 4 5 6 7 8  Diehl & Fujii (2008).
91. ↑  Martins (2011), p. 291-292.
92. ↑  Silva & Moura (2016), p. 626.
93. 1 2  Martins (2014), p. 135.
94. ↑  Corrêa (2009), p. 217.
95. ↑  Lopes (2014), p. 267-268.
96. ↑  Martins (2011), p. 293.
97. ↑  Müller (2010), p. 17-18.
98. ↑  Müller (2010), p. 14-16, 25.
99. ↑  Martins (2011), p. 135.
100. ↑  Silva & Moura (2016), p. 624.
101. ↑  Scott (2019), p. 184, 187.
102. ↑  Corrêa (2016), p. 182, 207, 444.
103. ↑  Caiafa (2016), p. 18, 23.
104. ↑  Scott (2019), p. 187.
105. ↑  Caiafa (2016), p. 19.
106. ↑  Corrêa (2016), p. 220-221.
107. ↑  Almeida (2022), p. 138, 143.
108. ↑  ProSub, Tecnologia convencional (s/d).
109. 1 2 3  Maltchik (2022).
110. ↑  Galante & Martini (2017–2018), Parte 6.
111. 1 2 3  Padilha (2012).
112. ↑  Scott (2019), p. 187-188.
113. ↑  Veja (2018).
114. ↑  ProSub, Ambiental (s/d).
115. ↑  Almeida (2022), p. 133.
116. ↑  Andrade et al. (2018), p. 31.
117. 1 2 3  ProSub, Tecnologia nuclear (s/d).
118. 1 2  ProSub, Nacionalização (s/d).
119. ↑  Villardaga (2018).
120. ↑  Almeida (2022), p. 137-139.
121. 1 2  Soares & Leopoldino (2019), p. 140.
122. 1 2  Andrade et al. (2018), p. 8.
123. ↑  Vera & Gil (2014), p. 4.
124. 1 2  Moura (2012), p. 22.
125. ↑  Assis (2020), p. 15.
126. ↑  Agência Brasil (2020).
127. ↑  Scott (2019), p. 185.
128. ↑  Carvalho (2022).
129. 1 2 3 4 5  Esteves (2025).
130. 1 2  Herz, Dawood & Lage (2017), p. 342.
131. ↑  Moura (2023), p. 74-75.
132. ↑  Souza (2020), p. 142-144.
133. ↑  Corrêa (2009), p. 170.
134. ↑  Moura (2012), p. 114-115.
135. 1 2  Assis (2020), p. 14.
136. 1 2  Taylor (2009), Additional likely considerations.
137. ↑  Val (2014), p. 1.
138. ↑  Prosub, Nacionalização (s/d).
139. ↑  Andrade et al. (2018), p. 39.
140. 1 2 3  Oliveira (2024).
141. ↑  Oliveira (2013).
142. ↑  Andrade et al. (2018), p. 43.
143. ↑  Martins (2014), p. 129.
144. ↑  Martins (2014), p. 138-139.
145. ↑  Kassenova (2014), p. 30, 53.
146. 1 2  Kassenova (2014), p. 29-30.
147. ↑  Martins (2014), p. 136-137.
148. ↑  Lopes (2014), p. 265-269.
149. ↑  Lopes (2014), p. 264-271.
150. ↑  Passos (2009).
151. 1 2  MD (2009).
152. ↑  Galante (2009).
153. ↑  Sá (2015), p. 15.
154. 1 2  Martins (2011), p. 294-295.
155. 1 2  Martins (2014), p. 139.
156. ↑  Motta (2014).
157. 1 2 3 4 5  Kassenova (2014), p. 38.
158. ↑  Freitas (2011), p. 62.
159. 1 2  Freitas (2011), p. 63-65.
160. ↑  Bonalume (2017).
161. ↑  Moura (2012), p. 181.
162. ↑  Lopes (2014), p. 272.
163. ↑  Ribeiro (2020), p. 49-50.
164. ↑  Moura (2012), p. 184, 226.
165. ↑  Andrade et al. (2018), p. 26-27.
166. ↑  Lopes (2014), p. 24.
167. 1 2  Rodrigues (2010).
168. ↑  Passos (2011).
169. 1 2 3 4 5  The Economist (2021).
170. 1 2  Sá (2015), p. 15-16.
171. 1 2 3 4 5  Kassenova (2014), p. 31.
172. 1 2 3 4  Holmes (2021).
173. 1 2  Kassenova (2014), p. 32.
174. ↑  Rumo ao Mar (2020).
175. ↑  Val (2014), p. 165-166.
176. 1 2 3 4 5  Taylor (2009), Strategically speaking.
177. ↑  Herz, Dawood & Lage (2017), p. 344.
178. ↑  Corrêa (2009), p. 219.
179. ↑  Herz, Dawood & Lage (2017), p. 335.
180. ↑  Kassenova (2014), p. 30-34.
181. ↑  Sanchez (2023).
182. ↑  Kassenova (2014), p. 31-32.
183. ↑  Kassenova (2014), p. 30.
184. ↑  Vera & Gil (2013), p. 16.
185. ↑  Boadle (2013).
186. ↑  Martins (2011), p. 300.
187. 1 2  Lopes (2014), p. 348.
188. ↑  Vera & Gil (2013), p. 17.
189. 1 2  Kassenova (2014), p. 35-36.
190. ↑  Sá (2015), p. 16.
191. ↑  Martins (2011), p. 297, 308.
192. ↑  Assis (2020), p. 18.
193. ↑  Val (2014), p. 180, 202.
194. ↑  Val (2014), p. 165-166, 180.
195. ↑  Alsina (2014), p. 385, 399.
196. ↑  Sá (2015), p. 20.
197. 1 2 3  Bandarra (2019).
198. ↑  David (2024), p. 130, 138-141.
199. ↑  Guizzo (2006), p. 7.
200. ↑  Sá (2015), p. 3.
201. ↑  Almeida (2022), p. 135.
202. ↑  Jornal do Brasil (2009).
203. ↑  Galante (2008).
204. ↑  Almeida (2022), p. 136-137.
205. 1 2  Lopes (2018).
206. ↑  Caiafa (2016), p. 22-23.
207. 1 2 3 4 5 6  Galante (2025).
208. 1 2  Caiafa (2016), p. 22.
209. ↑  Godoy (2023).
210. 1 2  Mello & Feitoza (2023).
211. ↑  Scott (2019), p. 186-187.
212. ↑  Lisboa (2014).
213. ↑  ComForSub (2021).
214. ↑  Caiafa (2016), p. 23.
215. ↑  Scott (2019), p. 188.
216. 1 2  MB (2025), p. 167.
217. 1 2  MB (2025), p. 163.
218. ↑  Petronotícias (2023).
219. ↑  ProSub, Projeto (s/d) ().
220. ↑  Almeida (2014), p. 17-18.
221. ↑  Galante (2008b).
222. ↑  G1 Política (2017).
223. ↑  Nery & Gielow (2015).
224. ↑  O Estado de S. Paulo (2009).
225. ↑  Almeida (2022), p. 136.
226. ↑  Barnes et al. (2022).
227. ↑  Yang (2022).

#### Livros e obras acadêmicas
- Almeida, Arlyson Salles de (2014). «A catalogação como ferramenta de apoio logístico integrado dos submarinos nucleares» (PDF). Centro de Instrução e Adestramento Almirante Newton Braga. Acanto em Revista
- Almeida, Carlos Wellington Leite de (2022). «TCU e ProSub: controle externo de programa estratégico de defesa». Rio de Janeiro. Revista da Escola de Guerra Naval. 28 (1): 129-156. doi:10.21544/2359-3075.v28n1.e
- Alsina Júnior, João Paulo Soares (2014). A esfinge e o tridente: Rio-Branco, grande estratégia e o programa de reaparelhamento naval (1904-1910) na primeira República (PDF) (Tese). Programa de Doutorado em Relações Internacionais da Universidade de Brasília
- Andrade, Israel de Oliveira;  et al. (2018). «Submarino nuclear brasileiro: defesa nacional e externalidades tecnológicas» (PDF). Instituto de Pesquisa Econômica Aplicada. Texto para Discussão (2428)
- Assis, Jonathan de Araújo (2020). «Normas, isomorfismo institucional e demanda militar: o projeto do submarino nuclear da Marinha do Brasil» (PDF). Revista Neiba, Cadernos Argentina Brasil. 9. doi:10.12957/neiba.2020.50556
- Cabral, Ricardo Pereira (2022). «Pensamento estratégico naval brasileiro». In:  Silva, Francisco Carlos Teixeira da, et al. (org.). Dicionário de história militar do Brasil (1822-2022): volume II. Rio de Janeiro: Autografia. ISBN 978-85-51849-10-1
- Caiafa, Roberto (2016). «Um programa gigante para um país continental: revisitando o PROSUB». Tecnologia & Defesa (147)
- Carvalho, Vinícius Mariano de (2022). «Beyond the Blue Amazon: the Brazilian vocation to the South Atlantic». Power and the Maritime Domain. [S.l.]: Routledge. ISBN 9781003298984
- Corrêa, Fernanda das Graças (2009). O projeto do submarino de propulsão nuclear na visão de seus protagonistas: uma análise histórica de Geisel a Lula 1974 - 2009 (PDF) (Dissertação). Programa de Pós-Graduação em História Comparada da Universidade Federal do Rio de Janeiro
- Corrêa, Fernanda das Graças (2016). Políticas & aquisições de defesa: uma análise histórica da parceria estratégica França-Brasil nos séculos XX e XXI (PDF) (Tese). Programa de Pós-Graduação em Ciência Política da Universidade Federal Fluminense
- David, Eduardo Giacomin de (2024). Os átomos e os quartéis: a temática nuclear no pensamento militar brasileiro (1985-2000) (PDF) (Dissertação). Programa de Pós-Graduação em Ciência Política da Universidade Federal do Rio Grande do Sul
- Freitas, Elcio de Sá (janeiro–março de 2011). «A busca da grandeza (III)» (PDF). Rio de Janeiro: Serviço de Documentação Geral da Marinha. Revista Marítima Brasileira. 131 (01/03)
- Herz, Mônica; Dawood, Layla; Lage, Victor Coutinho (maio–agosto de 2017). «A nuclear submarine in the South Atlantic: the framing of threats and deterrence». Contexto Internacional. 39 (2)
- Kassenova, Togzhan (2014). Brazil's nuclear kaleidoscope: an evolving identity (PDF). [S.l.]: Carnegie Endowment for International Peace
- Lopes, Roberto (2014). As garras do cisne: o ambicioso plano da Marinha brasileira de se transformar na nona frota mais poderosa do mundo. Rio de Janeiro: Record. ISBN 978-85-01-04255-2
- Martins Filho, João Roberto (julho–dezembro de 2006). «As Forças Armadas brasileiras no pós-Guerra Fria». Fortaleza: Universidade Estadual do Ceará. Tensões Mundiais. 2 (3)
- Martins Filho, João Roberto (julho–dezembro de 2011). «O projeto do submarino nuclear brasileiro». Instituto de Relações Internacionais da PUC-Rio. Contexto Internacional. 33 (2)
- Martins Filho, João Roberto (junho de 2014). «Visões civis sobre o submarino nuclear brasileiro». Revista Brasileira de Ciências Sociais. 29 (85). doi:10.1590/S0102-69092014000200009
- Moura, José Augusto Abreu de (2012). A estratégia naval brasileira no pós-Guerra Fria: uma análise comparativa com foco em submarinos (PDF) (Tese). Programa de Pós-Graduação em Ciência Política da Universidade Federal Fluminense. Arquivado do original (PDF) em 3 de fevereiro de 2025
- Moura, José Augusto Abreu de (2022). «Submarinos». In:  Silva, Francisco Carlos Teixeira da, et al. (org.). Dicionário de história militar do Brasil (1822-2022): volume II. Rio de Janeiro: Autografia. ISBN 978-85-51849-10-1
- Moura, José Augusto Abreu de (abril–junho de 2023). «A importância do submarino como vetor estratégico de defesa». Rio de Janeiro: Diretoria de Patrimônio Histórico e Documentação da Marinha. Revista Marítima Brasileira. 143 (4/6)
- Müller, Gustavo (março de 2010). «A parceria estratégica Brasil-França (2005-2009): condicionantes e perspectivas». Porto Alegre: Centro Estudantil de Relações Internacionais da UFRGS. Perspectiva (4)
- Patti, Carlo (2021). Brazil in the global nuclear order, 1945–2018. Baltimore: Johns Hopkins University Press. ISBN 9781421442884
- Pivatto Junior, Dilceu Roberto (2024). A construção do pensamento naval brasileiro: formulações político-estratégicas e desenvolvimento tecnológico (1967-2008) (PDF) (Tese). Programa de Pós-Graduação em Ciência Política da Universidade Federal do Rio Grande do Sul
- Relatório de Gestão do exercício de 2024 (PDF). Brasília: Comando da Marinha. 2025
- Ribeiro Júnior, Euclides (2020). Transferência de tecnologia para construção de submarinos no Brasil (PDF) (Monografia). Escola Superior de Guerra
- Sá, Andrea de (2015). «Brazil's nuclear submarine program: a historical perspective». The Nonproliferation Review. 22 (1): 3-25. doi:10.1080/10736700.2015.1070044
- Salles, Felipe; Galante, Alexandre (2023). «The Brazilian Navy entering its third century». In:  Conrad Waters (ed.). Seaforth World Naval Review 2024. [S.l.]: Pen & Sword. ISBN 978-1-3990-2312-2
- Scott, Richard (2019). «PROSUB: building Brazil's future submarine capability». In:  Conrad Waters (ed.). Seaforth World Naval Review 2020. [S.l.]: Pen & Sword. ISBN 978-1-5267-6064-7
- Silva, Antônio Ruy de Almeida; Moura, José Augusto Abreu de (2016). «The Brazilian Navy's nuclear-powered submarine program». Routledge. The Nonproliferation Review. 23 (5–6): 617-633. doi:10.1080/10736700.2017.1337625
- Soares, Rodrigo Baena; Leopoldino, Cláudio Medeiros (2019). «Gateway and neighborhood: Brazilian perspective on South Atlantic security». In:  Érico Duarte e Manuel Correia de Barros (ed.). Navies and maritime policy in the South Atlantic. [S.l.]: Palgrave Macmillan. ISBN 978-3-030-10600-3
- Svartman, Eduardo Munhoz; Pivatto Junior, Dilceu Roberto (2021). «The Falklands/Malvinas War and the Brazilian naval strategy: autonomy for a blue-water navy». In:  Duarte, Érico Esteves. The Falklands/Malvinas War in the South Atlantic. [S.l.]: Palgrave Macmillan. doi:10.1007/978-3-030-65566-2
- Souza, Deywisson Ronaldo Oliveira de (2020). Submarinos para quê? : condicionantes estratégicos do reaparelhamento da Força de Submarinos do Brasil (PDF) (Tese). Programa de Pós-Graduação em Ciência Política da Universidade Federal de Pernambuco
- Taylor, Paul D. (junho de 2009). «Why does Brazil need nuclear submarines?». U.S. Naval Institute. Proceedings. 135/6/1276. Cópia arquivada em 23 de fevereiro de 2024
- Val, Sylvio dos Santos (2014). Para além do átomo: história institucional da ciência e da tecnologia da Marinha do Brasil (PDF) (Tese). Programa de Pós-Graduação em Ciência Política da Universidade Federal Fluminense. Cópia arquivada (PDF) em 11 de julho de 2024
- Vera, Cristián Garay; Gil, Luis V. Pérez (27 de dezembro de 2013). «Brasil, el prestigio y el dilema del poder nuclear» (PDF). Instituto Español de Estudios Estratégicos. Documento de Opinión (01/2014)
- Viana, Ezequiel Francisco Carvalho; Themudo, Tiago Seixas (2023). «Submarino com propulsão nuclear da Marinha do Brasil: mudanças, demandas e competências». Revista da Escola Superior de Guerra. 38 (82)
- Violante, Alexandre Rocha (2022). «Amazônia Azul». In:  Silva, Francisco Carlos Teixeira da, et al. (org.). Dicionário de história militar do Brasil (1822-2022): volume I. Rio de Janeiro: Autografia. ISBN 9788551849095

#### Páginasweb
- «Marinha ativa Base de Submarinos da Ilha da Madeira no estado do Rio». Agência Brasil via UOL. 17 de julho de 2020. Consultado em 25 de janeiro de 2025
- Bandarra, Leonardo (12 de abril de 2019). «Brazilian nuclear policy under Bolsonaro: no nuclear weapons, but a nuclear submarine». Bulletin of the Atomic Scientists. Consultado em 16 de fevereiro de 2025
- Barnes, Julian E.; Spigariol, André; Nicas, Jack; Goldman, Adam (15 de março de 2022). «Submarine spy couple tried to sell nuclear secrets to Brazil». The New York Times. Consultado em 15 de julho de 2025
- Boadle, Anthony (1 de março de 2013). «Dilma diz que agora Brasil entra no seleto grupo do submarino nuclear». G1 Mundo via Reuters. Consultado em 27 de junho de 2025
- Bonalume Neto, Ricardo (8 de novembro de 2017). «Poucos países têm as tecnologias do Brasil, diz almirante sobre programa nuclear». Folha de S. Paulo via Defesa Aérea & Naval. Consultado em 14 de julho de 2025
- Comando da Força de Submarinos (12 de julho de 2021). «Ordem do Dia: 107 anos da Força de Submarinos». Defesa Aérea & Naval. Consultado em 26 de janeiro de 2025
- Corrêa, Fernanda (19 de julho de 2013). «99 anos da Força de Submarinos: História e Poder da Marinha do Brasil». DefesaNet. Consultado em 16 de fevereiro de 2025
- Diehl, Sarah; Fujii, Eduardo (março de 2008). «Brazil's pursuit of a nuclear submarine raises proliferation concerns». WMD Insights. Arquivado do original em 9 de maio de 2008
- Esteves, Ana Livia (4 de abril de 2025). «Amazônia Azul é a próxima Groenlândia? Brasil quer submarino nuclear para dissuasão, diz analista». Sputnik Brasil. Consultado em 16 de julho de 2025
- Galante, Alexandre (2 de novembro de 2008). «Submarino nuclear brasileiro: Quo Vadis?». Poder Naval. Consultado em 26 de abril de 2025
- Galante, Alexandre (14 de dezembro de 2008). «Teremos a massa crítica necessária para projetar nosso submarino nuclear?». Poder Naval. Consultado em 16 de julho de 2025
- Galante, Alexandre (31 de agosto de 2009). «'Reinventando a roda'». Poder Naval. Consultado em 16 de julho de 2025
- Galante, Alexandre (25 de março de 2016). «A Marinha do Brasil durante a Guerra Fria (1947-1991)». Poder Naval. Consultado em 17 de fevereiro de 2025
- Galante, Alexandre; Martini, Fernando "Nunão" de (2017–2018). «Os 100 anos da Força de Submarinos e o Prosub». Poder Naval. Consultado em 12 de fevereiro de 2025
- Galante, Alexandre (24 de março de 2025). «O Programa de Desenvolvimento de Submarinos (Prosub) e o Submarino Nuclear Brasileiro SN-BR». Poder Naval. Consultado em 25 de maio de 2025
- Gielow, Igor (2 de julho de 2022). «Brasil enfrenta resistência a submarino nuclear em agência da ONU». Folha de S. Paulo via Poder Naval. Consultado em 16 de abril de 2025
- Godoy, Roberto; Monteiro, Tânia (5 de fevereiro de 2006). «Sem dinheiro, Marinha desiste de submarino». Estado de S. Paulo via DefesaNet. Consultado em 5 de outubro de 2021
- Godoy, Marcelo (30 de julho de 2023). «Marinha negocia novo contrato bilionário para concluir programa do submarino nuclear». Estado de S. Paulo via Poder Naval. Consultado em 25 de maio de 2025
- Guizzo, Erico (março de 2006). «How Brazil spun the atom». IEEE Spectrum. Arquivado do original em 25 de agosto de 2009
- «Submarinos Nucleares de Ataque (SNA)». Global Security. Consultado em 17 de março de 2025
- Holmes, James (19 de agosto de 2021). «Brazil is a big country, does it need a big navy?». National Interest. Consultado em 22 de janeiro de 2025
- «Acordo permite Brasil a fabricar submarino nuclear». Jornal do Brasil. 27 de agosto de 2009. Consultado em 15 de julho de 2025
- Lisboa, Vinícius (12 de dezembro de 2014). «Dilma inaugura prédio de estaleiro que instalará propulsão nuclear em submarino». Agência Brasil. Arquivado do original em 22 de janeiro de 2016
- Lopes, Roberto (8 de novembro de 2018). «EXCLUSIVO: Marinha desprioriza submarino nuclear para investir nos meios de superfície». Poder Naval. Consultado em 18 de janeiro de 2025
- Maltchik, Roberto (12 de março de 2022). «Construção de submarino nuclear da Marinha brasileira corre risco de naufragar». O Globo. Cópia arquivada em 25 de maio de 2022
- Martini, Fernando "Nunão" de (20 de junho de 2018). «Prosub: comparativo Tupi, S-BR e SN-BR». Poder Naval. Consultado em 14 de fevereiro de 2025
- Mello, Patrícia Campos; Feitoza, Cézar (20 de outubro de 2023). «Governo Lula faz reunião sigilosa com França para complementar acordo sobre submarino nuclear». Folha de S. Paulo via Poder Naval. Consultado em 16 de julho de 2025
- Ministério da Defesa (15 de julho de 2009). «Respostas do Ministério da Defesa, com base em subsídios fornecidos pela Marinha do Brasil, aos editores dos jornais "O Globo" e "Folha de São Paulo"». Poder Naval. Consultado em 16 de julho de 2025
- Motta, Sergio Barreto (20 de março de 2014). «Submarinos exaurem verbas da Marinha». Monitor Mercantil via Portos e Navios. Consultado em 27 de abril de 2025
- Nery, Natuza; Gielow, Igor (29 de julho de 2015). «Polícia investiga programa de submarinos». Folha de S. Paulo via Poder Naval. Consultado em 16 de julho de 2025
- «Marinha diz que escolha foi exclusiva dos franceses». O Estado de S. Paulo via Poder Naval. 26 de janeiro de 2009. Consultado em 16 de julho de 2025
- Oliveira, Danilo (31 de março de 2013). «Primeiro passo». Portos e Navios. Consultado em 17 de maio de 2025
- Oliveira, Danilo (22 de julho de 2024). «Estaleiro e base naval em Itaguaí têm perto de 80% de estruturas concluídas». Portos e Navios via SINAVAL. Consultado em 17 de maio de 2025
- Padilha, Luiz (4 de dezembro de 2012). «PROSUB-EBN - Estaleiro e Base Naval em Itaguaí». Defesa Aérea & Naval. Consultado em 5 de maio de 2025
- Passos, José Meirelles (12 de julho de 2009). «Submarino francês com preço nas alturas». O Globo via Poder Naval. Consultado em 16 de julho de 2025
- Passos, José Meirelles (13 de fevereiro de 2011). «Submarino nuclear brasileiro é chamado de 'baleia branca' pelos EUA». O Globo via Poder Naval. Consultado em 13 de julho de 2025
- «Marinha desativa o submarino Tamoio, o terceiro da classe Tupi e o segundo a ser construído no Brasil». Petronotícias. 15 de setembro de 2023. Consultado em 16 de julho de 2025
- «Aviação naval: a visão da Marinha». Poder Naval. 4 de junho de 2011. Consultado em 30 de janeiro de 2025
- Poggio, Guilherme (3 de dezembro de 2009). «O mais longo de todos os programas – parte 2». Poder Naval. Consultado em 16 de julho de 2025
- «Finalidade». ProSub. Consultado em 18 de fevereiro de 2025
- «Gestão ambiental». ProSub. Consultado em 10 de junho de 2025
- «Perguntas Frequentes». ProSub. Consultado em 3 de maio de 2025
- «Projeto e construção». ProSub. Consultado em 16 de julho de 2025
- «Transferência de tecnologia (convencional)». ProSub. Consultado em 8 de junho de 2025
- «Transferência de tecnologia (nuclear)». ProSub. Consultado em 8 de junho de 2025
- «Nacionalização». ProSub. Consultado em 29 de junho de 2025
- Rittner, Daniel (24 de março de 2025). «Programa de submarinos da Marinha encara desafio orçamentário em nova fase». CNN Brasil. Consultado em 16 de julho de 2025
- Rodrigues, Fernando (1 de dezembro de 2010). «EUA avaliam que submarino nuclear é "elefante branco"». Folha de S. Paulo. Consultado em 13 de julho de 2025
- «Especialista em defesa avalia de forma positiva opção da Marinha do Brasil pelos submarinos da classe Riachuelo». Rumo ao Mar. 9 de dezembro de 2020. Cópia arquivada em 20 de janeiro de 2021
- Sanchez, Wilder Alejandro (18 de outubro de 2023). «Brazil sails mostly alone in push to modernize submarine fleet in South America». Breaking Defense. Consultado em 7 de agosto de 2025
- «Brazil might get nuclear-powered submarines even before Australia». The Economist. 27 de setembro de 2021. Cópia arquivada em 28 de setembro de 2021
- «Com Temer e Bolsonaro, Marinha lança submarino Riachuelo». Veja. 14 de dezembro de 2018. Cópia arquivada em 14 de dezembro de 2018
- Vilardaga, Vicente (23 de novembro de 2018). «A nova geração de submarinos brasileiros». ISTOÉ Independente. Arquivado do original em 24 de novembro de 2018
- Yang, Maya (16 de março de 2022). «Brazil was alleged intended recipient of US couple's nuclear submarine secrets». The Guardian. Consultado em 15 de julho de 2025